# Шэньчжэнь
Шэньчжэ́нь (иер. трад. 深圳, упр. 深圳, ютпхин: Sam¹zan³, йель: Sam¹jan³, кант.-рус.: Самчань, пиньинь: Shēnzhèn, палл.: Шэньчжэнь, буквально — «глубокая межа») — город субпровинциального значения в провинции Гуандун на юге Китайской Народной Республики, граничит с Гонконгом. Население по переписи 2000 года составляло 7 008 831 человек, а согласно переписи 2010 года — 10 357 938 человек (по данным ООН, Шэньчжэнь входит в первую пятёрку городов мира по темпам прироста населения). Благодаря масштабным иностранным и государственным инвестициям за довольно короткий период времени город превратился в крупный промышленный, финансовый и транспортный центр экономического региона дельты Жемчужной реки и всей страны в целом. Сегодня Шэньчжэнь является одним из наиболее динамично развивающихся городов Китая, четвёртым из числа наиболее конкурентоспособных городов страны, крупнейшим среди китайских городов по объёму экспорта и служит своеобразными воротами для привлечения инвестиций, новых технологий и культуры ведения бизнеса.
Фактически город был основан в 1979 году на месте уезда Баоань, переименованного в Шэньчжэнь, но городское поселение прослеживается на данной территории с IV века. В 2008 году Шэньчжэнь был выбран ЮНЕСКО «Творческим городом дизайна», в 2011 году принимал XXVI Всемирную летнюю Универсиаду, благодаря которой существенно обновил и расширил свою инфраструктуру. Шэньчжэнь знаменит, прежде всего, своей высотной архитектурой, тематическими парками, отраслевыми выставками и, конечно же, как один из крупнейших центров электронной и электротехнической промышленности (например, большая часть популярных iPhone и iPad производится именно здесь).
Согласно рейтингу сайта Tech Insider (подразделение портала Business Insider), Шэньчжэнь входит в число самых технологичных городов мира. По состоянию на 2019 год Шэньчжэнь занимал второе место среди лучших китайских городов для ведения бизнеса, уступив лишь Гуанчжоу.

## История
Изначально на здешних прибрежных землях обитало племя байюэ (百越), промышлявшее рыболовством, но с III века до н. э. сюда потянулись китайские колонисты. Во времена империи Хань район современного Шэньчжэня был центром государственной соляной монополии и находился под императорской защитой (добыча соли до сих пор существует возле реки Чжуцзян, к западу от города, а название района Яньтянь (盐田) означает «соляные поля»). Во времена империи Хань и эпохи Троецарствия территория здешних районов Баоань и Дунгуань входила в состав уезда Боло (Bóluó или 博羅) Наньхайского округа (南海郡). В 331 году при империи Восточная Цзинь из Наньхайского округа был выделен Дунгуаньский округ (东官郡), и тогда же был создан отдельный уезд Баоань (宝安县). Власти Дунгуаньского округа размещались в городе Наньтоу (Nántóu, 南頭), который находился на месте современного района Наньшань. Хроники VIII века сообщали, что иностранные суда, следовавшие в Кантон, делали остановку в Наньтоу, а местный гарнизон охранял южные подступы к дельте реки Чжуцзян. В эпоху Южных и северных династий в 507 году, когда эти места находились в составе южной империи Лян, Дунгуаньский округ был переименован из 东官郡 (Dōngguān jùn) в 东莞郡 (Dōngguǎn jùn). В 588 году, когда эти места оказались в составе южной империи Чэнь, округу было возвращено прежнее название. После объединения китайских земель в империю Суй Дунгуаньский округ был в 589 году упразднён. Во времена империи Тан уезд Баоань был в 757 году переименован в Дунгуань (东莞县).
В конце существования империи Сун (1279 год) в районе современного Шэньчжэня погиб последний император, спасавшийся от преследования хана Хубилая (в конце XIX века на месте предполагаемой смерти императора в области Чивань, что на территории района Наньшань, была даже возведена символическая гробница).
При империи Юань к традиционной торговле солью и специями добавилась добыча жемчуга. Основатель империи Мин Чжу Юаньчжан (1368—1398) был вынужден назначить в регион своего представителя, в обязанности которого входила защита местного населения от распоясавшихся банд грабителей. В конце XIV века, когда империя Мин стала укреплять береговые оборонительные сооружения, Наньтоу (известный тогда как Синьань) был обнесён внушительной стеной и превратился в главную военно-морскую базу Китая в устье оживлённой реки Чжуцзян (некоторые фрагменты стены и ворот минской эпохи сохранились до наших дней). Тогда же здесь возникли обширные хозяйства, принадлежавшие императорской семье. В начале XV века флот Чжэн Хэ попал в дельте реки Чжуцзян в сильный шторм, и в благодарность за спасение команда построила на месте современного района Чивань храм, посвящённый богине Тяньхоу (с тех пор зародилась традиция, по которой все экспедиции, собиравшиеся в Юго-Восточную Азию, молились в этом храме перед отплытием). В 1521 году китайский флот, базировавшийся в Синьане, нанёс поражение португальской эскадре под командованием Фернана Переса де Андраде (это сражение произошло в проливе между Шэкоу и островом Линдин).
В 1573 году при императоре Чжу Ицзюне из уезда Дунгуань был выделен отдельный уезд Синьань (新安县), а хозяйства императорской вотчины были существенно расширены (основу экономики составляли соль, чай, специи и рис). В период империи Цин Синьань, к которому относилась и территория материковой части современного Гонконга, был одним из 14 уездов Гуандуна. Во время «Большой чистки», или «Большой эвакуации» (1661—1669 года), когда цинские войска изгоняли из прибрежных районов сторонников империи Мин, большая часть населения уезда Синьань была насильственно выселена в глубь страны, а сам уезд расформирован (восстановлен лишь в 1684 году). С 1842 по 1898 года почти треть территории уезда Синьань (1055,6 из 3076 км²) отошла под контроль британской колонии Гонконг. В апреле 1899 года местное население так называемых Новых Территорий подняло вооружённое восстание против британцев, а те в ответ даже захватили Шэньчжэнь, расположенный за пределами колонии. Губернатор Гонконга Г. Блейк планировал включить Шэньчжэнь в состав колонии, но вскоре британские власти отказались от своих притязаний (правда, войска вывели лишь в ноябре 1899 года).
Непосредственно Шэньчжэнь стал посёлком лишь в начале империи Цин, однако, после строительства Коулун-Кантонской железной дороги в 1910 году Наньтоу утратил своё прежнее положение, уступив первенство как раз соседнему Шэньчжэню. В октябре 1910 года в одной из деревень уезда Синьань Сунь Ятсен поднял восстание, ставшее известным как «Саньчжоутяньское восстание». В 1913 году власти Китайской республики переименовали Синьань обратно в Баоань, дабы не путать с уездом Синьань в провинции Хэнань. В декабре 1927 года, после разрыва отношений между Гоминьданом и КПК, местные коммунисты подняли восстание и атаковали уездное отделение гоминьдановцев. В 1941 году японские войска попытались вторгнуться в Гонконг с севера, но британцы разрушили мост через реку Шэньчжэнь. В феврале 1942 года коммунисты и гоминьдановцы создали в уезде Баоань объединённый партизанский отряд для борьбы с японскими оккупантами. После капитуляции Японии гражданская война между коммунистами и гоминьдановцами вспыхнула с новой силой, а в октябре 1949 года силы НОАК заняли уезд Баоань и провинцию Гуандун в целом. В мае 1950 года граница с Гонконгом была закрыта, в Шэньчжэне появился контрольно-пропускной пункт, а для въезда в британскую колонию отныне требовалась специальная виза. Но, несмотря на укрепление границы, ежегодно десятки тысяч людей перебирались в Гонконг в поисках лучшей доли.
После вхождения этих мест в состав КНР был создан Специальный район Чжуцзян (珠江专区), и уезд Баоань вошёл в его состав. В 1952 году Специальный район Чжуцзян был расформирован, и уезд перешёл в состав Административного района Юэчжун (粤中行政区), при этом на стыке уездов Баоань, Дунгуань и Чжуншань был создан уезд Юйминь. В 1953 году власти уезда Баоань переехали из Наньтоу в Шэньчжэнь. В 1955 году Административный район Юэчжун был упразднён, и уезд перешёл в состав Специального района Хойян (惠阳专区). В 1959 году Специальный район Хойян был расформирован, и уезд перешёл в состав Специального района Фошань (佛山专区). В 1963 году Специальный район Хойян был воссоздан, и уезд вернулся в его состав. В 1970 году Специальный район Хойян был переименован в Округ Хойян (惠阳地区).
Во время культурной революции регион был охвачен голодом, здесь закрывались или уничтожались храмы и церкви. В конце 1970-х годов Шэньчжэнь представлял собой небольшой рыбацкий городок с населением 30 тыс. человек. Старт бурному развитию Шэньчжэня был дан в 1979 году, когда руководитель КНР Дэн Сяопин избрал его в качестве месторасположения одной из особых экономических зон в рамках нового курса рыночных реформ (тогда же, 5 марта 1979 года, уезд Баоань был переименован в Шэньчжэнь). Помимо площадки для экономических преобразований Шэньчжэнь тогда рассматривался властями КНР как «китайский ответ Гонконгу», вопрос о передаче которого из-под власти британской короны тогда ещё не был решён окончательно. Изначально в январе 1979 года китайская госкомпания China Merchants с целью привлечения гонконгских бизнесменов создала в Шэкоу (Наньшань) промышленную зону, а в марте 1980 года центральные власти официально одобрили создание Шэньчжэньской СЭЗ (первой в Китае). В марте 1981 года Шэньчжэнь был выделен из состава округа Хойян и подчинён напрямую властям провинции Гуандун, став городом субпровинциального значения.
С 1980 по 1999 годы прирост валового продукта в Шэньчжэне составлял в среднем 31 %, экспорт увеличивался в среднем на 42 % в год. В октябре 1999 года в Шэньчжэне состоялась первая Китайская ярмарка высоких технологий, ставшая с тех пор ежегодной. В 2000 году валовой продукт города составил 20 млрд долл., что было на 14 % больше, чем в предыдущем году, и оказался на шестом месте по стране. С 12 по 23 августа 2011 года в Шэньчжэне проходила XXVI летняя Универсиада, к открытию которой в городе провели масштабное обновление и расширение всей инфраструктуры. С 23 по 29 июля 2017 года в Шэньчжэне прошёл XIX Международный ботанический конгресс.
В декабре 2015 года в результате оползня огромной мусорной свалки, случившегося в районе промышленного парка Лиуси, произошли взрыв газовой станции и обрушение десятков жилых домов, общежитий и промышленных зданий. Техногенная катастрофа привела к гибели 12 человек, ещё более шестидесяти числились пропавшими без вести.

### Этимология
Название города происходит от сочетания двух иероглифов «шэнь» и «чжэнь», что в переводе означает «глубокая межа», «глубокий дренаж», «глубокий ров» или «глубокий сток» (местные жители называли систему оросительных каналов на рисовых полях «чжэнь»). Иероглиф «чжэнь» (圳) встречается только в Южном Китае, до провинции Чжэцзян на севере, и предположительно распространился в здешних местах во времена империи Южная Сун. Самое раннее упоминание названия Шэньчжэнь датируется 1410 годом, во времена империи Мин. В представлении местных жителей название Шэньчжэнь относится к старой части города, а именно — к области улицы Дунмэн (Лоху), возникшей на месте польдера. Также до июля 2010 года под Шэньчжэнем подразумевали два других топонима — непосредственно Шэньчжэньскую СЭЗ, охватывавшую только четыре городских района, и город субпровинциального значения Шэньчжэнь, в состав которого входили и пригородные районы (сейчас СЭЗ занимает всю территорию города субпровинциального значения).

## Географическая характеристика

### Географическое положение
Шэньчжэнь расположен в дельте Жемчужной реки (Чжуцзян); на юге он граничит с Гонконгом, на северо-западе — с городом Дунгуань (расстояние между центральными частями обоих городов составляет около 60 км), на северо-востоке — с городом Хойчжоу. Дунгуань отделяет Шэньчжэнь от столицы провинции Гуандун города Гуанчжоу (расстояние от центра Шэньчжэня до центра Гуанчжоу составляет около 100 км). На противоположном берегу эстуария Жемчужной реки в 60 км на юго-запад от Шэньчжэня находятся города Чжухай и Макао. Граница с Гонконгом проходит вдоль рек Шэньчжэнь (Шамчунь, кит. 深圳河) и Шатоуцзяо (Шатаукок, кит. 沙頭角河). Площадь города субпровинциального уровня Шэньчжэнь составляет 1989 км² (по другим данным — 1953 и 2050 км²).

### Климат
Шэньчжэнь расположен на границе субтропической и тропической зон Китая, на Северном тропике, и имеет жаркий и влажный тропический климат. Из-за влияния Южно-Китайского моря зима в этом регионе мягкая и относительно сухая, а заморозки бывают крайне редко. Начало весны и последняя часть осени, как правило, сухие, но с апреля количество осадков резко возрастает и сезон дождей длится до середины октября (весенняя погода часто сопровождается грозами и туманами). На летний период приходится пик муссонов; кроме того, летом и в начале осени Шэньчжэнь часто оказывается подвержен ударам тайфунов, приходящих с востока (особенно с июня по октябрь). Наиболее благоприятное время года для посещения Шэньчжэня длится с октября по декабрь, когда устанавливается прохладная и сухая погода. В среднем годовое количество осадков составляет 1933—2214 мм. Средняя температура воздуха зимой составляет 15—17 градусов тепла, весной — 18—26 градусов, летом — 28—30 градусов, осенью — 27—21 градусов (среднегодовая температура колеблется в районе 22,4—22,9 градусов тепла). В январе 2016 года в южных районах города столбик термометра опустился до отметки в 0 градусов. Впервые за последние 60 лет выпал небольшой снег.
| Показатель                             | Янв. | Фев. | Март | Апр.  | Май   | Июнь  | Июль  | Авг.  | Сен.  | Окт.  | Нояб. | Дек. | Год  |
| -------------------------------------- | ---- | ---- | ---- | ----- | ----- | ----- | ----- | ----- | ----- | ----- | ----- | ---- | ---- |
| Средний суточный максимум, °C          | 18,6 | 18,6 | 21,3 | 24,9  | 28,7  | 30,3  | 31,5  | 31,3  | 30,3  | 27,9  | 24,2  | 20,5 | 25,6 |
| Средняя температура, °C                | 15,8 | 15,9 | 18,5 | 22,2  | 25,9  | 27,8  | 28,8  | 28,4  | 27,6  | 25,2  | 21,4  | 17,6 | 22,9 |
| Средний суточный минимум, °C           | 13,6 | 13,9 | 16,5 | 20,2  | 23,9  | 25,9  | 26,6  | 26,3  | 25,5  | 23,1  | 19,2  | 15,4 | 20,8 |
| Норма осадков, мм                      | 23,4 | 48,0 | 66,9 | 161,5 | 316,7 | 376,0 | 323,5 | 391,4 | 299,7 | 144,8 | 35,1  | 27,3 | 2214 |
| Источник: Климат Шэньчжэня (1961-1990) |      |      |      |       |       |       |       |       |       |       |       |      |      |

### Рельеф
Первоначально территорию Шэньчжэня занимали холмистые области с плодородными землями, однако после того, как город был объявлен специальной экономической зоной, здешний ландшафт претерпел значительные изменения. Постоянное расширение площадей, занятых под жилую и промышленную застройку, привело к срыванию холмов и вырубке лесов. Сейчас сохранились только три значительных возвышенности — Утуншань (высочайшая вершина города имеет 944 м), Ляньхуашань и Бицзяшань. В Шэньчжэне имеется более 300 рек и ручьёв, которые связаны с системой рек Чжуцзян и Дунцзян, а также с заливами. Общая протяжённость береговой линии — 230 км.

### Растительность
Наибольшие зелёные массивы Шэньчжэня сохранились в национальном парке Дапэн, национальном парке Утуншань (на границе районов Яньтянь и Лоху), лесном парке Янтайшань (Баоань) и в районе озера Сили (Наньшань). Кроме того, в городе насчитывается более 20 городских парков, наиболее популярными из которых считаются Ляньхуашань, Чжуншань и Личжи. Официальными деревьями Шэньчжэня являются личи и мангры (в западной части города существует даже мангровый природный заповедник), а официальным цветком — бугенвиллея. В пригородах Шэньчжэня выращивают овощи, личи, груши, апельсины, манго и около 150 видов лекарственных трав.

### Экология
Дельта Жемчужной реки является признанным локомотивом китайской экономики на протяжении последних 30 лет, на неё приходится около 40 % ВВП страны, и это не могло не сказаться на экологии региона. Очистные сооружения часто не справляются с объёмом канализационных и промышленных стоков, что вредит здешней популяции белых дельфинов, во многих районах дельты часто наблюдается смог. В последнее время муниципальные власти проводят политику вывода за пределы города «грязных» и энергоёмких производств, заменяя их экологически чистыми предприятиями и сферой услуг. В Шэньчжэне существует 220 проектов по сохранению пресной воды, в том числе 172 водохранилища общим объёмом 579 млн м³. Самое крупное из них — Шэньчжэньское водохранилище (более 40 млн м³), которое снабжает питьевой водой не только Шэньчжэнь, но и соседний Гонконг.

## Население
С созданием Шэньчжэньской СЭЗ в 1980 году в городе начался бурный рост населения: если в конце 1970-х годов здесь проживало 314,1 тыс. человек (в самом городе, то есть на территории современных районов Лоху, Футянь, Наньшань и Яньтянь — около 30 тыс.), то уже в 1982 году — 351,9 тыс., в 1990 году — 1 214,8 тыс., а в 2000 году — 7 008,4 тыс. жителей. По состоянию на 2010 год численность населения города субпровинциального значения Шэньчжэнь составляла 10 358 тыс. человек (плотность — 5201 человек на км²), непосредственно города — 3 538 тыс. человек (плотность — 8588 человек на км²). В 2023 году население Шэньчжэня достигло 17,778 млн человек, плотность — 9834 человека на км².  
Благодаря постоянному притоку всё новых мигрантов к концу 2010 года общее число жителей Шэньчжэня достигло 13,22 млн человек, из которых лишь немногим более 2,5 млн имели «хукоу» (то есть были зарегистрированы по месту жительства, фактически являясь постоянными жителями города), свыше 7,8 млн считались зарегистрированными трудовыми мигрантами, проживавшими в заводских общежитиях или служебных квартирах, а более 2,8 млн вообще не имели регистрации. Шэньчжэнь является единственным городом провинции Гуандун, где благодаря преобладанию мигрантов путунхуа стал доминирующим разговорным языком. Также здесь широко распространены кантонский диалект и владение английским языком (последний — особенно среди чиновников, специалистов, бизнесменов и молодёжи). В восточной части Шэньчжэня распространён диалект дапэн (大鵬話), представляющий собой смесь кантонского говора с хакка.
По данным за 2004 год средний возраст жителей Шэньчжэня составлял менее 30 лет, в том числе 8,5 % — до 14 лет, 88,4 % — от 15 до 65 лет (из них около 20 % — от 20 до 24 лет), 1,2 % — старше 65 лет. В 2001 году численность работающего населения достигла 3,3 млн человек; хотя на вторичный сектор экономики приходилась наибольшая доля занятых (1,85 млн человек, рост на 5,5 % по сравнению с предыдущим годом), но третичный сектор экономики рос значительно быстрее (1,44 млн человек, рост на 11,6 %). Структура занятости такова, что делит трудоспособное население на две противоположные группы — интеллигенцию и специалистов с высоким уровнем образования и доходов и трудящихся с низким уровнем образования и доходов (например, согласно данным за 2007 год около 20 % китайских докторов философии работали в Шэньчжэне). Но, несмотря на непропорциональное разделение доходов, Шэньчжэнь имеет самый большой ВВП на душу населения среди всех городов Китая (более 14,6 тыс. долл. в 2010 году), а также наивысший уровень минимальной зарплаты в стране. На рынок труда влияет и близость такого крупного и экономически развитого города, как Гонконг. По данным Гонконгской торговой палаты в 2002 году 7,2 тыс. граждан Гонконга ежедневно приезжали на работу в Шэньчжэнь, а 2,2 тыс. студентов из Шэньчжэня ездили на учёбу в Гонконг. В 2003 году китайские власти облегчили процедуру получения разрешения на поездку в Гонконг для жителей Шэньчжэня (ранее гости из материкового Китая могли посетить Гонконг лишь в составе организованной туристической группы).
По состоянию на 2010 год средняя ежегодная заработная плата трудящегося Шэньчжэня составляла 46,7 тыс. юаней (рост — 7,5 % по сравнению с предыдущим годом), начиная с 1 июля 2010 года уровень минимальной зарплаты был увеличен до 1,1 тыс. юаней в месяц. В 2009 году средний годовой доход после вычета налогов составлял 29,2 тыс. юаней на душу населения (рост — 9,4 %), средние ежегодные расходы — 21,5 тыс. юаней (рост — 8,8 %). К концу 2009 года депозиты жителей города превысили 572 млрд юаней (рост — 16,7 %). В 2009 году власти трудоустроили более 30 тыс. человек, а уровень зарегистрированной безработицы составлял 2,6 %.

### Национальный состав
Хакка стали мигрировать в район современного Шэньчжэня из Центрального Китая с конца XVII века. После «Большой чистки» (1661—1669 года), когда цинские войска изгнали из прибрежных районов почти всё население, хакка стали селиться на опустевших землях и вскоре уже составляли почти половину жителей уезда. В XIX веке они часто воевали с гуандунцами, следствием чего стали их сильно укреплённые поселения. Сегодня деревни и кварталы хакка сохранились в районах Лунган, Пиншань, Дапэн, Яньтянь и Баоань. После создания СЭЗ в 1980 году в Шэньчжэнь устремился поток переселенцев из внутренних районов Гуандуна и других провинций Китая (особенно из Хунани, Цзянси и Сычуани), в том числе хуэйцзу и уйгуров. К середине 2009 года в городе только официально проживало более 600 тыс. представителей национальных меньшинств Китая; крупнейшими их группами были чжуаны, туцзя, мяо, дун и яо, а также хуэйцзу, маньчжуры, монголы, буи, корейцы и другие.
Неуправляемая иммиграция в СЭЗ была ограничена системой прописки («хукоу»); постепенно это привело к тому, что вокруг центральной части города сложились крупные спальные районы, сплошь населённые мигрантами из бедных регионов страны. Сегодня Шэньчжэнь является крупнейшим городом мигрантов в Китае, а их отношения с властями, и особенно с полицией, не всегда являются гладкими. Большая часть европейцев, американцев и японцев сконцентрирована в районе Шэкоу (Наньшань), немало европейцев и корейцев проживает в Футяне, где есть даже свой корейский район Koreatown, небольшая русская община базируется в районе Шатоуцзяо (Яньтянь). По состоянию на 2010 год в Шэньчжэне временно или постоянно проживало около 430 тыс. иностранцев.

### Религия
Большая часть китайцев традиционно придерживается буддизма, даоизма и конфуцианства, небольшая часть — христианства и ислама. Среди наиболее почитаемых религиозных сооружений Шэньчжэня выделяются буддийский храм Хунфа в Лоху, храмы Гуаньди (Гуань Юя) и Тяньхоу (Мацзу) в Наньшане, храм Чэгун в Футяне, католическая церковь Сент-Энтони в Футяне, католическая церковь Наньтоу (церковь Сент-Пол) в Наньшане, протестантская церковь Мэйлинь в Футяне, церковь Хэпин в Лоху, мечеть Шан Мэйлинь в Футяне, еврейский центр Хабад в Наньшане.

### Кухня
В Шэньчжэне сложился свой тип кухни, в которой доминирующая на юге страны кантонская кухня благодаря близости Гонконга и наличию большого числа мигрантов из других китайских провинций впитала множество различных элементов. В местных блюдах широко используется свинина, курятина, утятина, гусятина, морепродукты (устрицы, креветки, крабы, морские гребешки), овощи и грибы, реже — мясо акул, черепах, голубей, кошек, собак, змей и крыс, улитки, муравьи и птичьи гнёзда. Среди гарниров преобладают рис, лапша и фасоль, среди приправ — соевый, устричный или сливовый соусы, имбирь, чеснок и перец, на десерт подают сладости с чаем. Среди самых популярных местных продуктов и блюд наиболее знамениты курица из Лунгана, утка из Сунгана, жареный гусь из Гунмина, голуби из Гуанмина, устрицы из Шацзина, креветки из Сисяна, рыба из Фуюна, абалоны из Наньао, личи из Наньшаня, груши из Шияня, апельсины из Пиншаня и манго из Сили. Гурманов привлекают гастрономические улицы Лэюань («Улица морепродуктов» в районе Яньтянь), Сянси (улица ресторанов у ночного рынка в районе Лоху), Хубэй (улица ресторанов морепродуктов и мусульманской кухни в районе Лоху) и Дунмэн (торговая улица в районе Лоху, которая славится кантонской, сычуаньской, хунаньской, тайской и европейской кухнями). Но больше всего гастрономических улиц в районе Футянь: Багуа, Шуйвэй и Хуанган славятся кантонской кухней, Чэгунмяо — сычуаньской, хунаньской и тайваньской, Хуацян — хунаньской, чаочжоуской и мусульманской, Синьвэнь — пекинской, харбинской, хунаньской и наньчанской, Наньюань — уйгурской, Ганся — пекинской, шанхайской, юньнаньской и мусульманской, Дунхай в корейском квартале — корейской. Любители ночных развлечений предпочитают улицы баров и закусочных в районе Shekou Sea World, Window of the World и CITIC City Plaza. Рестораны с западной кухней, в том числе быстрого питания, сосредоточены в Шэкоу (Наньшань), Хуацянбэй (Футянь) и «Городе заморских китайцев» (Наньшань).

## Административное деление
До начала экономических реформ эти места являлись уездом Баоань. 23 января 1979 года уезд Баоань был переименован в город Шэньчжэнь, в ноябре 1979 года был передан в прямое подчинение правительству провинции Гуандун, а в мае 1980 года официально стал первой особой экономической зоной КНР с широкими экономическими свободами. С ноября 1988 года Шэньчжэнь получил статус административной единицы (города) с провинциальным уровнем экономических полномочий, а в феврале 1992 года центральные власти наделили муниципальное правительство полномочиями принимать местные законы и постановления.
Сегодня город субпровинциального значения Шэньчжэнь делится на 9 районов:
| Карта | Карта    | Карта     | Карта         | Карта            | Карта         |
| --- | -------- | --------- | ------------- | ---------------- | ------------- |
| Лоху Футянь Наньшань Баоань Лунган Яньтянь Пиншань Лунхуа Гуанмин Новый район Дапэн · （в составе района Лунган） |          |           |               |                  |               |
| Статус | Название | Иероглифы | Пиньинь       | Население (2020) | Площадь (км²) |
| Район | Лоху     | 罗湖区    | Luóhú qū      |                  |               |
| Район | Футянь   | 福田区    | Fútián qū     |                  |               |
| Район | Наньшань | 南山区    | Nánshān qū    |                  |               |
| Район | Баоань   | 宝安区    | Bǎo'ān qū     |                  |               |
| Район | Лунган   | 龙岗区    | Lónggǎng qū   |                  |               |
| Район | Яньтянь  | 盐田区    | Yántián qū    |                  |               |
| Район | Лунхуа   | 龙华区    | Lónghuá qū    |                  |               |
| Район | Пиншань  | 坪山区    | Píngshān qū   |                  |               |
| Район | Гуанмин  | 光明区    | Guāngmíng qū  |                  |               |
| Новый район | Дапэн    | 大鹏新区  | Dàpéng Xīn Qū |                  |               |

В 1979 году был образован первый район Лоху, в 1993 году — район Лунган, в 1998 году — Яньтянь, в 2007 году — новый район Гуанмин, а в 2009 году — новый район Пиншань. Ранее Особая экономическая зона охватывала только городские районы Лоху, Футянь, Наньшань и Яньтянь, но в июле 2010 года она была расширена на все районы Шэньчжэня, увеличившись почти в пять раз (с 396 до 1953 км²). В декабре 2011 года были созданы два новых района — Дапэн (под юрисдикцией района Лунган) и Лунхуа (под юрисдикцией района Баоань).
Постановлением Госсовета КНР от октября 2016 года новые районы Лунхуа и Пиншань были трансформированы в полноправные районы городского подчинения.
Постановлением Госсовета КНР от мая 2018 года новый район Гуанмин был трансформирован в полноправный район городского подчинения.

### Краткая характеристика районов
Городские районы:
- Футянь — административный и культурный центр Шэньчжэня, а также новый деловой, торговый и жилой район города; состоит из нескольких подрайонов (Футянь, Хуацянбэй, Наньюань, Юаньлин, Шатоу, Сянмиху, Мэйлинь, Лянхуа и Хуафу).
- Лоху — торгово-финансовый и транспортный центр Шэньчжэня, охватывающий старую часть города; состоит из нескольких подрайонов (Дунмэнь, Сунган, Циншуйхэ, Дунсяо, Дунху, Хуанбэй, Наньху, Гуйюань и Ляньтан).
- Наньшань — портовый район, центр высокотехнологических отраслей промышленности, развлечений, образования и науки, состоит из нескольких подрайонов (Наньшань, Наньтоу, Шахэ, Чжаошан, Юэхай, Таоюань, Сили, Шэкоу, Чивань и Мавань).
- Яньтянь — портово-промышленный, развлекательный и жилой район, состоит из четырёх подрайонов (Яньтянь, Шатоуцзяо, Мэйша и Хайшань).

Пригородная зона:
- Баоань — промышленный и жилой район, место расположения международного аэропорта.
- Лунган — промышленный и жилой район.
- Гуанмин — промышленный и жилой район.
- Пиншань — промышленный и жилой район.
- Лунхуа — промышленный и жилой район.
- Дапэн — зона отдыха, славящаяся национальным парком, пляжами, островами и морепродуктами.

## Экономика
С созданием свободной экономической зоны (СЭЗ) Шэньчжэнь стал местом притяжения как для транснациональных корпораций, разворачивавших в Китае ориентированные на экспорт производства, так и для предпринимателей из числа хуацяо, родным языком которых был кантонский диалект. Особенно привлекательным Шэньчжэнь оказался для бизнесменов из соседнего Гонконга, привлечённых в город доступными ценами на землю и дешевизной рабочей силы.
С конца 90-х приоритеты несколько изменились: вместо инвестиций в производство дешёвых экспортных товаров корпорации стали переориентироваться в сторону гигантского китайского рынка. В этот же период стал набирать обороты рынок жилой и коммерческой недвижимости Шэньчжэня, ориентированный на разбогатевший средний класс (и здесь доминирующее положение заняли компании из Гонконга). К началу нового тысячелетия доля компаний из Гонконга в инвестициях Шэньчжэня составляла около 70 %, а в ориентированных на экспорт отраслях и того больше — до 95 %. Ныне главными локомотивами экономики Шэньчжэня являются высокотехнологическая промышленность, логистика и финансовые услуги. В 2010 году рост биотехнологической отрасли, новой энергетики и интернет-индустрии составил 30 %, 24,2 % и 29,3 % соответственно, а в сфере дизайна было занято 60 тыс. человек.
С 2001 по 2005 год экономика Шэньчжэня в среднем росла на 16,3 % ежегодно. В 2009 году ВВП Шэньчжэня составлял более 820 млрд юаней (вырос на 10,7 % по сравнению с предыдущим годом), ВВП из расчёта на душу населения равнялся 13,6 тыс. долл., тогда как в 2005 году ВВП города составлял около 493 млрд юаней (годовой рост — 15 %), а в 2006 году — 568,4 млрд юаней (годовой рост — 15 %). Пропорция трёх секторов экономики Шэньчжэня (первичного, вторичного и третичного соответственно) в ВВП составляла в 2009 году 0,1:46,7:53,2, при этом третичный сектор вырос по сравнению с предыдущим годом на 12,5 % (такая же пропорция в 2004 году составляла 0,3:51,6:48,1, а в 2005 году — 0,2:52,4:47,4). В 2010 году ВВП Шэньчжэня вырос на 12 % и достиг 951 млрд юаней, общий объём розничных продаж потребительских товаров увеличился на 17,2 % до 300 млрд юаней (в 2006 году — 167 млрд юаней), объём внешней торговли вырос на 28,4 % до 346,75 млрд долл. (в 2006 году — 237,4 млрд долл.), при этом экспорт вырос на 26,1 % до 204,2 млрд долл. (по этому показателю Шэньчжэнь удерживает пальму первенства среди городов Китая уже два десятилетия), доходы местного бюджета выросли на 25,7 % и составили 110,7 млрд юаней (третье место среди китайских городов). Если рост экономик Шэньчжэня и Гонконга, а также интеграция между ними продолжатся такими же темпами, то уже к 2020 году по величине ВВП они смогут превзойти Лондон и Париж и стать третьим экономическим центром мира после Нью-Йорка и Токио.
Шэньчжэнь является рекордсменом в Китае по темпам роста цен на жилую недвижимость (за 2015 год рост составил почти 47 %). В июне 2016 года средние цены за квадратный метр в городе достигли 61 756 юаней (более 9 200 долларов). На рынке жилой недвижимости наблюдаются «перегрев» и спекуляции застройщиков и агентов.
В 2018 году валовой региональный продукт Шэньчжэня вырос примерно на 7,5 % в годовом исчислении и превысил 2,4 трлн юаней. По итогам 2021 года валовой региональный продукт Шэньчжэня вырос на 6,7 % в годовом исчислении и превысил 3 трлн юаней (около 471 млрд долл. США). Общий объём внешней торговли Шэньчжэня составил 3,5 трлн юаней, увеличившись на 16,2 % в годовом исчислении. Объём экспорта достиг 1,9 трлн юаней, увеличившись на 13,5 % в годовом выражении. 
По итогам 2022 года ВРП Шэньчжэня достиг 3,24 трлн юаней, увеличившись на 3,3 % по сравнению с аналогичным периодом 2021 года. Добавленная стоимость первичного сектора экономики выросла на 0,8 % до 2,56 млрд юаней, вторичного сектора — на 4,8 % до 1,24 трлн юаней, третичного сектора — на 2,4 % до 1,995 трлн юаней. Внешнеторговый оборот Шэньчжэня составил 3,673 трлн юаней и вырос на 3,7 % по сравнению с 2021 годом. Экспорт увеличился на 13,9 % до 2,194 трлн юаней, а импорт снизился на 8,5 % до 1,479 трлн юаней.
В 2024 году объём рынка искусственного интеллекта в Шэньчжэне составил 360 млрд юаней, что на 35 % больше, чем годом ранее. Количество предприятий в сфере искусственного интеллекта превысило 2800, а объём производства промышленных роботов вырос на 31,8 %.  

### Финансы
Шэньчжэнь занимает 4-е место среди экономических центров материкового Китая (после Пекина, Шанхая и Гуанчжоу) и входит в число трёх ведущих финансовых центров страны. В 2010 году финансовый сектор составлял 13,5 % ВВП города (более 127,9 млрд юаней), а общие активы финансовых компаний превышали 4,2 трлн юаней. В Шэньчжэне базировалось 83 банка, в том числе 19 со статусом юридического лица, их общие активы составляли почти 3,5 трлн юаней (рост — 26,1 % по сравнению с предыдущим годом), сберегательные вклады — 2,2 трлн юаней (рост — 19,5 %), кредиты — 1,7 трлн юаней (рост — 13,7 %), а общая прибыль после уплаты налогов — 41,16 млрд юаней (рост — 39,6 %). 33 банка являлись иностранными (в том числе 24 — в статусе филиала и 5 — в статусе представительства). Также в городе работали 17 компаний по торговле ценными бумагами с совокупными активами в 460,2 млрд юаней и 16 компаний взаимных инвестиций, которые управляли активами в 811,7 млрд юаней, что составляло треть рынка Китая. Кроме того, в Шэньчжэне базировалось 12 страховых компаний, 47 филиалов и 145 страховых агентств с общими активами в 7,45 млрд юаней (рост — 36,9 %), среди которых 4 компании, 7 филиалов и 6 агентств были иностранными.
В городе базируются одна из крупнейших в стране Шэньчжэньская фондовая биржа, основанная в 1990 году (в 2010 году общая рыночная капитализация 1169 компаний, перечисленных на бирже, достигла 8,64 трлн юаней), а также крупные China Merchants Bank, Shenzhen Development Bank, Shenzhen City Commercial Bank и Ping An Bank, страховая компания Ping An Insurance, финансовая компания CITIC Securities. Сильное присутствие в Шэньчжэне имеют Bank of China, China Construction Bank, Industrial and Commercial Bank of China, Agricultural Bank of China, The Hongkong and Shanghai Banking Corporation, Hang Seng Bank, Wing Hang Bank, Bank of East Asia, China Everbright Bank, а также China Minsheng Bank, Nanyang Commercial Bank, Dah Sing Bank, Shanghai Commercial Bank, AIA Group, Ming An Insurance, Bank of China Insurance Company, Asia Insurance Company и Hang Seng Insurance Company.
По итогам 2022 года добавленная стоимость в финансовом секторе Шэньчжэня составила 513,8 млрд юаней (76 млрд долл. США). По состоянию на конец декабря 2022 года совокупные активы банковского сектора Шэньчжэня достигли 12,2 трлн юаней, увеличившись на 8,5 % по сравнению с соответствующим показателем 2021 года. Общее число компаний Шэньчжэня, акции которых котировались на фондовых биржах, достигло 535.
К концу июня 2023 года в Шэньчжэне было открыто 35,94 млн кошельков цифрового юаня, более 2,1 млн предприятий города принимали платежи в цифровых юанях. В октябре 2023 года в Шэньчжэне начал функционировать промышленный парк цифрового юаня.

### Промышленность
Шэньчжэнь занимает второе место среди китайских городов по объёму промышленного производства. Основными отраслями являются электронная и электротехническая промышленность (в том числе производство телекоммуникационного оборудования, мобильных телефонов, компьютеров и комплектующих к ним, бытовой электротехники, медицинских приборов, игрушек и электронных комплектующих к автомобилям), химическая и биохимическая промышленность (в том числе производство пластмассовых изделий и автошин, фармацевтика и биотехнологии), автомобильная промышленность (в том числе производство комплектующих и электромобилей), текстильная, швейная, обувная, пищевая, стекольная, мебельная и ювелирная промышленность, производство программного обеспечения, стройматериалов, инструментов, промышленного и транспортного оборудования. Также большое значение имеет строительная отрасль (в 2007 году в Шэньчжэне насчитывалось более 600 строительных компаний и более 180 филиалов строительных компаний из других регионов страны).
Промышленные предприятия и исследовательские центры сосредоточены в научно-технологическом парке Лунхуа (Longhua Science & Technology Park), промышленных парках Лунъу (Longwu Industrial Park) и Туншэн (Tongsheng Industrial Park) в районе Лунхуа, промышленных парках Дунлянь (Donglian Industrial Village), Баоань (Bao’an Conglomerate First Industrial City), Цюаньбао (Quanbao Industrial Park), Лиюань (Liyuan Industrial Park), Лицзиньчэн (Lijincheng Science and Technology Industrial Park) и Скайуорт (Skyworth High-tech Industrial Park) в районе Баоань, промышленных парках Шуньсин (Shun Xing Industrial Estate), Баолун (Baolong Industrial Park), Ляньтанвэй (Liantangwei Industrial Park), Хунцзи (Hongji Industrial Park), Хуавэй (Huawei Industrial Base) и Хаси (Hasee Industrial Park), Шэньчжэньском финансово-промышленном парке (Shenzhen Finance Industry Park) в районе Лунган, Шэньчжэньском химическом промышленном парке (Shenzhen Chemical Industrial Park) в районе Дапэн, Шэньчжэньском промышленном парке высоких технологий (Shenzhen High-tech Industrial Park или Nanshan High-tech Park), Шэньчжэньском парке программного обеспечения (Shenzhen Software Park), промышленных парках Лишань (Lishan Industrial Park) и Шэкоу (Shekou Industrial Zone) в районе Наньшань, зоне свободной торговли Футянь (Futian Free Trade Zone), кибер-парке Тяньань (Tian’an Cyber Park), промышленных парках Мэйлинь (Meilin Industrial Zone), Шанбу (Shangbu Industrial Zone), Терра (Terra Industrial Zone), Аньцзу (AnJu Industrial Park) и Тайжань (Tairan Industrial Area) в районе Футянь, зоне высоких технологий Восточный Гуанмин (East Guangming Hi-Tech Zone) в районе Гуанмин.
Крупнейшими промышленными предприятиями, расположенными в Шэньчжэне, являются заводы электроники и электротехники Huawei, ZTE, Lenovo, Skyworth, TCL Corporation, BYD Electronic, Konka Group, Mindray, Great Wall Computer Group, Hasee, Netac Technology, Huntkey, Launch Tech, Shenzhen Kaifa Technology, ExcelStor Technology, Absen, Feihuang Electronic и Shenzhen Joye Technology, заводы полупроводников Semiconductor Manufacturing International Corporation и SiSemi, заводы игрушек Early Light International и Kader, заводы электромоторов Johnson Electric и Chiaphua Components, автосборочные заводы BYD Auto и Changan PSA Automobiles, автобусный завод Wuzhoulong Motors, судостроительный завод Chiwan Wharf Holdings, судоремонтный завод Hongkong Yiulian Dockyards, завод контейнеров China International Marine Containers, завод аккумуляторных батарей BYD Company, стекольные заводы CSG Holding, Xinyi Glass и AGC, химический завод Kingboard Chemical, мебельные фабрики Siu Fung и DeCoro, обувная фабрика Belle International, пивоваренный завод Kingway Brewery, пищевые фабрики Lam Soon Group и Saint Honore Cake Shop, завод биогаза Shenzhen Puxin Science & Technology, часовые заводы Chung Nam Group, Fiyta Holdings, Tian Wang, Ebohr Luxuries International, завод электронных сигарет Philip Morris International. Среди общекитайских торговых марок, выпускаемых в Шэньчжэне, наиболее популярны пиво Kingway, телевизоры Konka и Skyworth, компьютеры Great Wall и Hasee, телефоны Taifeng, кожаная обувь Belle, часы Fiyta и Everbright.
У некоторых районов Шэньчжэня имеется своя промышленная и торговая специализация: в Лоху производят женскую одежду, бижутерию, ювелирные украшения из золота, серебра и драгоценных камней; в Наньшане — женскую одежду и товары повседневного спроса; Футянь является крупнейшим оптовым поставщиком запчастей для мобильных телефонов, цифровых аксессуаров и интегральных схем (в том числе домофоны, USB-кабели, карты памяти, кардридеры, адаптеры питания, наушники и зарядные устройства), а также красок и лаков; в Баоане расположены крупные оптовые рынки и торговые центры, где продают запасные части для мобильных телефонов, USB-накопители, видеокамеры, светодиодные продукты, сварочные аппараты, устройства для монтажа микросхем, стабилизаторы напряжения и источники питания.
По состоянию на 2023 год в Шэньчжэне производились около 70 % смартфонов и потребительских дронов в мире, около 50 % базовых станций связи, около 20 % медицинского оборудования.
Шэньчжэнь является «часовой столицей Китая». На долю часового производства Шэньчжэня приходится 53 % производства Китая и 42 % мирового производства. По состоянию на 2022 год в Шэньчжэне насчитывалось более 200 брендов часов, и их доля продаж внутри страны составляет более 70 % от общего числа. Многие бренды постепенно вышли на часовые рынки Европы, Среднего Востока, Африки и Юго-Восточной Азии.
Посёлок Шуйбэй в районе Лоху является «ювелирной столицей Китая»; он специализируется на обработке золота и драгоценных камней, разработке дизайна и создании украшений, а также на оптовой торговле ювелирными изделиями. К концу 2023 года в районе Лоху насчитывалось около 20 тыс. субъектов, занятых в ювелирной отрасли (в том числе 8 тыс. юридических лиц и 20 специализированных рынков). На ювелирных предприятиях района было занято более 63 тыс. человек, а годовой доход сектора превышал 120 млрд юаней. На Шуйбэй приходилось 50 % от общего объёма оптового рынка золота и ювелирных изделий в Китае, 70 % от общего объёма физических поставок золота на Шанхайской бирже золота и около 80 % от общего объёма импорта алмазов на Шанхайской бирже алмазов.
По состоянию на 2021 год в Шэньчжэне насчитывалось более 2,5 тыс. компаний по производству одежды, из которых более 90 % являлись независимыми торговыми марками, а их рыночная доля в торговых центрах высшего уровня в крупных и средних городах по всей стране превысила 60 %. Общий годовой объём продаж одежды из Шэньчжэня достиг почти 270 млрд юаней, что составило 10 % от общего объёма продаж в стране. По итогам 2022 года объём модной индустрии Шэньчжэня, которая занимается производством и реализацией одежды, часов, очков, мебели, изделий из кожи, золота и ювелирных изделий, составил почти 1 трлн юаней.

### Энергетика
В Шэньчжэне расположено несколько крупных электростанций — атомные электростанции Даявань (Daya Bay Nuclear Power Plant) и Линьао (Ling Ao Nuclear Power Plant) компании China General Nuclear Power Group, газовые теплоэлектростанции «Цяньвань» (Shenzhen Qianwan Power Station), «Восточная» (Shenzhen East Power Station), «Наньшань» (Nanshan Power Station) и «CNOOC» (CNOOC Shenzhen Power Station), угольная теплоэлектростанция «Мавань» (Shenzhen Mawan Thermal Power Station) и гидроэлектростанция «Шэньчжэнь» (Shenzhen Pumped Storage Power Station). Значительная часть электроэнергии, производимой на обеих АЭС, экспортируется в Гонконг.
По итогам 2021 года потребление электроэнергии в Шэньчжэне составило 110,3 млрд кВт-ч, увеличившись на 12,2 % в годовом исчислении. Главными потребителями являются высокотехнологические промышленные предприятия, компании из сектора информационных технологий и телекоммуникаций. По итогам 2024 года потребление электроэнергии составило 121,49 млрд кВт-ч, увеличившись на 7,7 % в годовом выражении (потребление электроэнергии в промышленности достигло 55,20 млрд кВт-ч, увеличившись на 8,9 %, а бытовое электропотребление жителей города составило 20,24 млрд кВт-ч, увеличившись на 10,6 %).
В прибрежных водах Шэньчжэня платформы компании CNOOC добывают природный газ и сырую нефть.

### Торговля и сфера услуг
Внешняя торговля играет ключевую роль в экономике Шэньчжэня, ориентированной, прежде всего, на внешние рынки. В 2009 году её оборот составил почти 347 млрд долларов, в том числе экспорт — более 204 млрд долларов (почти 13 % от общекитайского экспорта), импорт — более 142,5 млрд долларов. Для сравнения, в 2006 году внешнеторговый оборот города составил 237,4 млрд долл., в том числе экспорт — 136,1 млрд долл. и импорт — 101,3 млрд долл. В 2010 году прямые иностранные инвестиции в экономику Шэньчжэня достигли почти 4,3 млрд долларов (в 2006 году — почти 3,3 млрд долл.), в том числе из Гонконга — около 3,1 млрд долларов, из США — 890 млн долларов. Из 500 ведущих корпораций мира 180 имеют в Шэньчжэне свои офисы и филиалы (в 2006 году — более 140).
Розничная торговля является одной из основных отраслей экономики города. В Шэньчжэне представлены как современные форматы торговли (торговые центры, универмаги, гипермаркеты и супермаркеты), так и традиционные уличные рынки, магазинчики и лавки (например, на знаменитой пограничной улице Чунъин или 中英街 в районе Яньтянь). Среди торговых сетей доминируют универмаги Rainbow и Maoye, гонконгские супермаркеты Vanguard и Park`n`Shop, а также западные Wal-Mart, Carrefour и Metro, магазины электроники GOME. В районе Лоху расположены главная торговая улица Дунмэн («Восточные ворота»), с 1999 года превращённая в пешеходную зону, сувенирный рынок Sungang Gifts City, торговые центры «КК Молл», «Сан Плаза», «Лоху Коммершл Сити», «Метропарк» и «Шанбу», универмаги «Дунмэн Рейнбоу», «Дунмэн Маойэ», «Гуомао Рейнбоу», «Хэнган Рейнбоу», «Саншайн», «Сэйбу», «Френдшип» и «Интернэшнл», мебельные торговые центры «Роман Джой» и «Хоба», рынки Хэхуа и «Чайный мир» (Tea World); в районе Футянь — торговый квартал Хуацянбэй, специализирующийся на электронике и одежде, торговая улица Шэньнань, торговые центры «MixC», «Сентрал Уолк», «Ситик Сити Плаза», «Кинг Глори Плаза», «Дунхай Пасифик», «Вумен Уорлд», «Коко Парк» и «Бук Сити», универмаги «Фумин Рейнбоу», «Шэньнань Рейнбоу», «Хуацянбэй Маойэ» и «Суйбао», мебельные торговые центры «Маккаллайн», «Роман Джой» и «Хоба», рынок одежды Цзяхуа; в районе Наньшань — торговые центры «Хайаньчэн» и «Костал Сити», универмаги «Сили Рейнбоу», «Чансин Рейнбоу» и «Шахэ Рейнбоу», мебельные торговые центры «Тайюань», «Хола» и «Роман Джой»; в районе Лунган — торговый центр «Ляньин», мебельный торговый центр «Нью Сихай», универмаг «Синьсиньлон», оптовый сельскохозяйственный рынок Буцзи; в районе Баоань — торговые центры «Цзяхуа» и «Лунхуа», универмаги «Чуанъэ Рейнбоу» и «Хайя», мебельные торговые центры «Гуотай» и «Юэган», рынок Хуафу.

### Внешняя торговля
После вступления Китая в ВТО внешнеторговый оборот Шэньчжэня вырос с 568,18 млрд юаней (89,31 млрд долл. США) в 2001 году до 3,05 трлн юаней в 2020 году, увеличившись на 436,9 %. За тот же период доля частных предприятий в общем объёме внешней торговли города выросла с 3,5 % до 59,4 %. 
За первые 10 месяцев 2021 года товарооборот Шэньчжэня со странами и регионами, расположенными вдоль «Пояса и пути», вырос до 606,1 млрд юаней (94,9 млрд долл. США), что на 12,9 % больше, чем за тот же период 2020 года. На электромеханические изделия пришлось более 80 % товаров, экспортированных Шэньчжэнем в страны и регионы вдоль «Пояса и пути». В основном это электрооборудование, электронные компоненты, ЖК-панели, компьютеры, оборудование и компоненты для автоматической обработки данных.
По итогам 2022 года объём внешней торговли города Шэньчжэнь вырос на 3,7 % по сравнению с показателем 2021 года и составил 3,67 трлн юаней (546,8 млрд долл. США). Экспорт вырос на 13,9 % в годовом исчислении до 2,19 трлн юаней (по этому показателю Шэньчжэнь занимает первое место среди городов континентальной части Китая в течение 30 лет подряд). Объём экспорта электромеханической продукции составил более 75 % от общего объёма городского экспорта. Внешнеторговый оборот частных предприятий составил 2,28 трлн юаней, увеличившись на 5,9 % по сравнению с показателем 2021 года. На частный сектор пришлось более 60 % от общего объёма внешней торговли города.
В 2023 году внешнеторговый оборот города Шэньчжэнь вырос на 5,9 % в годовом исчислении и достиг 3,87 трлн юаней (около 544 млрд долл. США). Экспорт вырос на 12,5 % в годовом исчислении до 2,46 трлн юаней; объём экспорта электромеханической продукции составил 1,78 трлн юаней (72,6 % от общей стоимости экспорта города), что на 6,7 % больше, чем в 2022 году. Объём внешней торговли частных предприятий Шэньчжэня достиг 2,54 трлн юаней, увеличившись на 12,3 % в годовом исчислении и составив 65,7 % от общего объёма внешней торговли города.
В 2023 году объём внешней торговли Шэньчжэня в рамках трансграничной электронной коммерции составил 326,53 млрд юаней (45,96 млрд долл. США), что на 74,4 % больше в годовом исчислении. Количество предприятий, занимающихся экспортными операциями в сфере электронной коммерции в Шэньчжэне, превысило 150 тысяч. На их долю пришлась почти половина китайских продавцов на таких платформах, как Alibaba.com, AliExpress, Lazada и eBay, и треть китайских продавцов на платформе Amazon. Основной оборот товаров пришёлся на 16 грузовых портов и 11 пунктов таможенного контроля и бондовых зон для трансграничной электронной коммерции. Многие внешнеторговые компании Шэньчжэня открыли офисы и склады за рубежом. По состоянию на ноябрь 2023 года, площадь зарубежных складов, построенных и эксплуатируемых предприятиями Шэньчжэня, превысила 3,8 млн кв. м, что примерно на 1 млн кв. м больше по сравнению с 2022 годом.
В первой половине 2024 года объём внешней торговли Шэньчжэня достиг 2,2 трлн юаней, увеличившись на 31,7 % в годовом исчислении и составив 10,4 % от совокупного торгового оборота страны. В первой половине 2025 года объем внешней торговли Шэньчжэня составил 2,17 трлн юаней (около 303,4 млрд долл. США); экспорт достиг 1,31 трлн юаней, а импорт — 858,86 млрд юаней; экспорт и импорт частных предприятий достигли 1,51 трлн юаней, что составило 69,8 % от общего объема внешней торговли города. Основными торговыми партнерами Шэньчжэня выступили страны АСЕАН, Гонконг и Тайвань; другими ключевыми партнерами были ЕС, США, Индия, Великобритания, Южная Корея, Япония и Мексика.

### Туризм
Шэньчжэнь является одним из самых посещаемых туристических центров страны. Его тематические парки и морские курорты привлекают миллионы гостей как из различных районов Китая, так и из-за рубежа (в 2009 году здесь побывало более 70 млн туристов, в том числе более 28 млн зарубежных, а общие доходы от туризма составили 54,4 млрд юаней, включая 2,76 млрд долл. в иностранной валюте). Немалую долю туристов привлекают проходящие в Шэньчжэне Китайская ярмарка высоких технологий, Международная ярмарка индустрии культуры, Международная ярмарка логистики и транспорта, Международная выставка ювелирных изделий, Международная выставка текстильных материалов и пряжи, Международная выставка меховых изделий, Международная выставка OEM/ODM производителей одежды, Международная выставка мебели, Международная выставка металлургической и металлообрабатывающей промышленности, Международная выставка литейной промышленности, Международная выставка пластмасс и резины, Выставка электроники, информационных и компьютерных технологий, Международная выставка производителей электроизоляционных материалов. В восточной части города расположены популярные пляжи Дамэйша и Сяомэйша (Яньтянь), Сичон, Дунчон, Наньао и Цзиньшавань (Дапэн), в западной — курорт озера Сили (Наньшань).
В 2009 году в Шэньчжэне существовало более 150 отелей разной категории, включая 16 пятизвёздочных (ещё столько же строилось к Универсиаде 2011 года), которые могли одновременно вместить более 127 тыс. человек. Среди крупнейших отелей города — Futian Shangri-La (40 этажей), Grand Skylight (38 этажей), Shangri-La Shenzhen (37 этажей), Oriental Regent (30 этажей), Overseas Chinese (28 этажей), Jinling (29 этажей), Nanfang International (53 этажа), Marco Polo (42 этажа), Lushan (32 этажа), Gold (31 этаж), Pavilion (29 этажей), Flourishing China (29 этажей), Grand View (29 этажей), Holiday Inn Donghua (28 этажей), JW Marriott (27 этажей), Shenzhen Empire (26 этажей), Century Plaza (25 этажей), Best Western Felicity (25 этажей), The Ritz Carlton (25 этажей), Capital Plaza (25 этажей). Среди иностранных гостиничных сетей в Шэньчжэне представлены Crowne Plaza, Holiday Inn, InterContinental, Novotel, Marriott, Ritz-Carlton, Sheraton, Grand Hyatt, Ramada, Westin, Kempinski, Best Western и Days Inn. В Шэньчжэне базировалось 230 туристических агентств, включая около 40, занимавшихся международным туризмом, а также работало более 3 тыс. лицензированных гидов и экскурсоводов.
- Ритц-Карлтон
- Шангри-Ла Шэньчжэнь
- Гранд Хаятт
- Хилтон Шэньчжэнь Шекоу
- Хаятт Ридженси Аэропорт
- JW Марриотт Шэньчжэнь

Элитные отели сконцентрированы в районах Футянь (The Ritz-Carlton, The Langham, Four Seasons Shenzhen, Futian Shangri-La, Futian Wyndham Grand, JW Marriott Shenzhen, Sheraton Futian, Marco Polo Shenzhen, Four Points by Sheraton, Somerset Grandview, Futian Asta, Grand Mercure Oriental, Excellence Century Plaza), Лоху (The St. Regis Shenzhen, Grand Hyatt, Shenzhen Best Western, Shangri-La Shenzhen, Crowne Plaza Landmark, Shenzhen Sunshine, Shenzhen Poli, Renaissance Shenzhen, Huaan International) и Наньшань (The Westin Shenzhen, Raffles Shenzhen, Ascott Raffles City Shenzhen, Hilton Shenzhen Shekou, Sheraton Nanshan, Shenzhen Marriott Nanshan, Courtyard by Marriott Shenzhen Bay, Kempinski Shenzhen, InterContinental Shenzhen, Kapok Shenzhen Hou Hai, Kapok Shenzhen Bay, Fraser Place Shekou, Sentosa Shenzhen, Lia Charlton, The Venice Raytour), некоторые расположены за пределами центра, в районах Яньтянь (Sheraton Dameisha Resort, Dameisha Kingkey Palace, Capri by Fraser Shenzhen) и Лунхуа (DoubleTree by Hilton).

### Компании
В городе располагаются штаб-квартиры некоторых крупнейших китайских компаний — производителей телекоммуникационного оборудования и средств связи Foxconn Industrial Internet (Fii), China Electronics Corporation, Huawei, ZTE, TP-Link, Coolpad, OnePlus, Transsion Holdings, BYD Electronic, G’Five International, производителей компьютерной техники Hasee Computer, NORCO и Ainol, производителей бытовой электроники и электронных комплектующих AAC Technologies, Konka Group, Tianma Microelectronics, TCL CSOT, DisplayBLY, Everwin Precision Technology, Skyworth, Netac Technology, JXD, Dingoo Technology, Absen, Topband Auto, Shenzhen Auto-Poniso Industrial (SAPI), HB Science & Technology, HomeLead Industry и Longterm Electronics, производителя мультикоптеров и беспилотных летательных аппаратов DJI, производителя транспортного оборудования China International Marine Containers, производителей аккумуляторных батарей BYD Company и Sunwoda Electronic, автомобильной компании BYD Auto, стекольной компании CSG Holding, химической компании Sunrise Science & Technology, производителя фасадов China Fangda Group, производителей медицинского оборудования Shenzhen New Industries Biomedical Engineering (Snibe Co.) и Shenzhen Goldway Industrial, производителя кабельной продукции Shenzhen Hope Technology, энергетической компании Shenzhen Energy, интернет-провайдера Tencent, торговой сети Maoye International, гостиничной сети 7 Days Inn, операторов недвижимости China Vanke, Fantasia Holdings и China Merchants Property, авиакомпаний Shenzhen Airlines, Jade Cargo International и Shenzhen Donghai Airlines, железнодорожной компании Guangshen Railway Company, логистических компаний SF Holding, China South City Holdings, Shenzhen International Holdings и Tempus, производителя конференц-систем Taiden, производителя электронных сигарет Shenzhen Joye Technology, производителя видеоигр Game Science, производителя роботов EngineAI.

### Иностранный капитал
Шэньчжэнь занимает третье место среди городов страны по привлечению иностранного капитала. Здесь представлены:
- Тайваньский капитал — заводы электроники Foxconn[182], Micro-Star International и Chimei Innolux.
- Американский капитал — сети супермаркетов Wal-Mart и Sam's Club, сети ресторанов KFC, McDonald’s, Pizza Hut и Starbucks, исследовательский центр IBM, химический завод DuPont, завод электроники Hewlett-Packard, завод прохладительных напитков PepsiCo, фабрика игрушек Ohio Art Company, филиал Citibank.
- Французский капитал — сети супермаркетов Carrefour и спортмагазинов Decathlon, фармацевтический завод Sanofi, филиал Crédit Agricole.
- Японский капитал — заводы электротехники Daikin, Ricoh, Hitachi, Toshiba, Sanyo, Seiko Epson, Fuji Xerox и Uniden, химический завод Nitto Denko, сети супермаркетов JUSCO и универмагов Seibu, филиалы The Bank of Tokyo-Mitsubishi UFJ и Mizuho Corporate Bank, представительства Tokio Marine, Sompo Japan Insurance, Mitsui Sumitomo Insurance и Nipponkoa Insurance.
- Британский капитал — газовый терминал British Petroleum, сети супермаркетов Tesco и B&Q, завод электроники International Audio Group, филиал Standard Chartered Bank.
- Немецкий капитал — сеть супермаркетов Metro, завод медицинского оборудования Siemens Healthineers[183], завод бытовой техники Severin Elektrogeräte, представительство DKV Deutsch.
- Голландский капитал — сеть гипермаркетов IKEA, кондитерская фабрика Perfetti Van Melle, завод электроники Spire Corp, филиал ABN AMRO.
- Корейский капитал — завод электроники Samsung.
- Швейцарский капитал — завод электроники STMicroelectronics.
- Филиппинский капитал — завод электроники Integrated Microelectronics, представительство Philippine National Bank.
- Итальянский капитал — мебельная фабрика DeCoro.
- Российский капитал — завод электроники Vantex.
- Таиландский капитал — филиалы Bangkok Bank и Kasikornbank.
- Сингапурский капитал — филиалы DBS Bank и United Overseas Bank Group.
- Вьетнамский капитал — филиал Asia Commercial Bank.
- Бельгийский капитал — филиал KBC Group.
- Индийский капитал — представительство Bank of India.

С 2010 по 2021 год в зоне сотрудничества между Шэньчжэнем и Гонконгом в сфере современных услуг в районе Цяньхай было зарегистрировано в общей сложности 11,5 тыс. предприятий с участием гонконгского капитала. Уставной капитал этих предприятий достиг 1,28 трлн юаней (около 196,86 млрд долл. США). Фактически использованные гонконгские инвестиции составили 92,4 % от всех фактически использованных зарубежных инвестиций в зоне Цяньхай.

## Транспорт и связь

### Судоходство
По состоянию на 2010 год Шэньчжэнь являлся четвёртым в мире и третьим в Китае (после Шанхая и Гонконга) по грузообороту контейнерным портом. В 2013 году Шэньчжэнь являлся девятым портом Китая по общему грузообороту, а также вторым портом в Китае и третьим в мире (после портов Шанхая и Сингапура) по грузообороту контейнеров.
Основными портовыми районами являются Яньтянь (Yantian), Шатоуцзяо (Shatoujiao), Шэкоу (Shekou), Чивань (Chiwan), Мавань (Mawan), Дунцзяотоу (Dongjiaotou), Фуён (Fuyong), Сядон (Xiadong), Шаючон (Shayuchong) и Нэйхэ (Neihe). Общая протяжённость причалов превышает 22 км. В Шэньчжэне расположены три зоны свободной торговли (таможенных зоны) — в Яньтяне, Футяне и Шатоуцзяо, а также шесть основных логистических парков. Корпорация China Merchants Holdings контролирует контейнерные терминалы в Чиване и Шэкоу, а также топливный терминал в Шэкоу. Из Шэньчжэньского паромного терминала, расположенного в Шэкоу (также принадлежит China Merchants Holdings), паромы и суда на подводных крыльях доставляют пассажиров в Гонконг, Чжухай, Макао и Гуанчжоу (терминал связан автобусным сообщением с аэропортом и главным железнодорожным вокзалом). В 2004 году шэньчжэньский порт обработал 135 млн тонн грузов (рост — 20,3 % по сравнению с предыдущим годом), внешнеторговый оборот порта составил 88,5 млн тонн (рост — 30,5 %), грузооборот контейнерных терминалов превысил 13,6 млн TEU (рост — 28,2 %), а пассажиропоток составил 3,45 млн человек (рост — 40,2 %). В 2009 году грузооборот контейнерных терминалов шэньчжэньского порта составил 18,25 млн TEU, в 2010 году — 22,51 млн TEU. Более 40 международных контейнерных компаний включили шэньчжэньский порт в 150 своих судоходных линий.
На полуострове Дапэн расположены два крупных терминала по приёму СПГ: один является совместным предприятием компаний China National Offshore Oil Corporation, Shenzhen Gas и BP, другой — совместным предприятием компаний China National Offshore Oil Corporation и Shenzhen Energy Group.
По состоянию на 2018 год порт Шэньчжэня входил в тройку крупнейших контейнерных портов мира. В 2019 году порт Шэньчжэня обработал 25,77 млн TEU и занял 4-е место среди крупнейших контейнерных портов мира. В 2022 году в Шэньчжэньском порту было обработано более 30 млн стандартных контейнеров (TEU), что на 4,39 % больше по сравнению с 2021 годом. Число международных регулярных судоходных линий выросло до 295.

### Авиаперевозки
В районе Баоань, в 35 км от центра Шэньчжэня, находится международный аэропорт Шэньчжэнь Баоань, открывшийся в 1991 году. В 2010 году аэропорт обслужил более 26,7 млн пассажиров (пятое место в Китае по пассажирообороту) и более 800 тыс. грузов (в 2006 году пассажиропоток составлял 18,36 млн человек). Шэньчжэнь Баоань связан с центром города линией метро и автобусным сообщением (часть автобусных маршрутов следует в Гонконг и Дунгуань), паромы связывают аэропорт с Гонконгом (в том числе с Международным аэропортом Гонконга) и Макао. Аэропорт является хабом или важным пересадочным узлом для авиакомпаний Shenzhen Airlines, China Southern Airlines, Jade Cargo International, UPS Airlines, Air China, China Eastern Airlines, Hainan Airlines и Xiamen Airlines. Кроме того, вертолётами можно добраться из аэропорта Шэньчжэнь Баоань к морскому терминалу Макао, а также в район Наньшань, города Гуанчжоу и Чжухай.
Важное значение имеют грузовые авиаперевозки между Шэньчжэнем и Западной Европой (на этом направлении работает авиакомпания AeroLogic), Юго-Восточной Азией и Северной Америкой.
В декабре 2023 года в Шэньчжэне (район Баоань) открылся городской центр воздушного движения для беспилотных пассажирских летательных аппаратов. В его состав вошли посадочная площадка, ангар и командно-диспетчерский центр.

### Железнодорожные перевозки
В 1911 году была открыта Кантон-Коулунская железная дорога, проходившая через Шэньчжэнь. Сегодня её 147-километровый китайский участок известен как железная дорога Гуанчжоу — Шэньчжэнь или Гуаншэнь (кит. 广深铁路), которая соединяет главный вокзал Шэньчжэня (Shēnzhèn Zhàn или Shēnzhèn Luóhú Zhàn), расположенный в районе Лоху, с Гуанчжоу (с вокзала Шэньчжэня возможна пересадка на гонконгскую «Восточную железнодорожную линию»). В Дунгуане от линии Гуаншэнь ответвляется линия Пекин — Коулун (или Цзинцзю), открытая в 1996 году. 50-километровая линия Пиннань, открытая в 1994 году, соединяет станцию Пинху (Лунган) со станцией Чивань (Наньшань). Основные потоки грузов переведены на станцию Сунган (бывший Северный железнодорожный вокзал), расположенную в районе Лоху.
В XXI веке в Китае стали активно строиться высокоскоростные железные дороги со скоростью движения до 350 км/ч. 26 декабря 2011 года была открыта 102-километровая высокоскоростная трасса между Гуанчжоу и новым Северным вокзалом Шэньчжэня в районе Лунхуа (Скоростная железная дорога Гуанчжоу — Шэньчжэнь — Гонконг или экспресс Гуаншэньган), которая продолжается до Уханя и в 2012 году предположительно будет доведена до Пекина. Эту дорогу предполагается поэтапно продлить до Гонконга к 2016 году. 502-километровая скоростная линия Сяшэнь, открытая в декабре 2013 года, соединила Восточный вокзал в районе Пиншань с городом Сямынь.
С главного Шэньчжэньского вокзала поезда отходят в Гуанчжоу (в том числе и скоростные экспрессы, отправляющиеся каждые 15 минут и начинающиеся с буквы D), Пекин, Шанхай, Ухань, Чаншу, Цзюцзян, Гуйлинь, Шаньтоу, Маомин, с Западного вокзала (Shenzhen Xi), открытого в 1993 году в районе Наньшань, в Тяньцзинь, Цзинань, Ланьчжоу, Чэнду, Нанкин, Хэфэй, Хуайхуа, Юэян, с Северного вокзала — в Гуанчжоу, Фучжоу и Ханчжоу. В 1998 году начала работу монорельсовая дорога «Счастливая линия» протяжённостью 3,9 км, соединившая между собой тематические парки «Фольклорная деревня Великолепный Китай», «Окно в мир» и «Счастливая долина» (в парке «Окно в мир» есть своя отдельная монорельсовая дорога протяжённостью 1,7 км, построенная в 1993 году швейцарской компанией Intamin).
Шэньчжэнь играет важную роль в перевозке грузов в рамках проекта «Один пояс и один путь»: сюда железной дорогой прибывают контейнеры из Европы и Центральной Азии, которые затем морским путём следуют в Южную Корею и Японию. В августе 2020 года были запущены грузовые перевозки по маршруту Шэньчжэнь — Европа. Составы следуют в Россию, Беларусь, Польшу, Венгрию, Германию, Францию и Италию, перевозя электронику, механическое оборудование и одежду.

### Автодорожные перевозки
В 1994 году была открыта 122-километровая скоростная автомагистраль Гуаншэнь Экспрессвэй, соединившая Шэньчжэнь через Дунгуань с Гуанчжоу. В 2007 году состоялось открытие автомагистрали «Гонконг-Шэньчжэньский западный коридор» протяжённостью 5,5 км (включая мост длиной 3,2 км), которая соединила район Шэкоу с гонконгским округом Юньлон. Также действуют скоростные автомагистрали Шэньчжэнь — Хойчжоу (Shenhui Coastal Highway) и Шэньчжэнь — Шаньтоу. Национальное шоссе № 107 соединяет Шэньчжэнь с Пекином, а национальное шоссе № 205 — с Циньхуандао. С междугородних автобусных терминалов, расположенных в районах Лоху (рядом с главным железнодорожным вокзалом) и Футянь, автобусы отправляются в различные города провинций Гуандун и Фуцзянь. Существует оживлённое автобусное сообщение между Шэньчжэнем и Гонконгом (например, автобусы гонконгской компании Trans Island Limousine Service соединяют аэропорт Шэньчжэнь Баоань с районом Коулун и центр Шэньчжэня с Международным аэропортом Гонконга). Городские автобусы и микроавтобусы продолжают оставаться популярным общественным транспортом, особенно в спальных микрорайонах, до которых ещё не проложили линии метро (основные операторы — Shenzhen Bus Group, Shenzhen Eastern Bus Group и Shenzhen Western Bus Co). Такси имеют красную, зелёную и жёлтую окраску.
По состоянию на 2006 год в Шэньчжэне имелось более 2,8 тыс. км автодорог и более 200 км скоростных автомагистралей. В городе насчитывалось почти 19,5 тыс. единиц общественного автотранспорта, в том числе 7,3 тыс. больших автобусов, 1,9 тыс. микроавтобусов и 10,3 тыс. такси, имелось 44 автобусные станции и 95 транспортных компаний (ежедневно между Шэньчжэнем и Гонконгом курсировало более 300 автобусов, а между Шэньчжэнем и Гуанчжоу — более 150). Также в Шэньчжэне насчитывалось 70 тыс. грузовых автомобилей общей грузоподъёмностью в 200 тыс. тонн, контейнерными перевозками занимались 83 компании с общим автопарком в 2,2 тыс. машин.
Шэньчжэнь стал первым китайским городом, где все городские автобусы и такси работают на электричестве.
Мостовой переход Шэньчжэнь — Чжуншань
В июне 2024 года введён в эксплуатацию 24-километровый автомобильный туннельно-мостовой переход, который соединил через дельту Жемчужной реки города Шэньчжэнь и Чжуншань. Переход состоит из 2 мостов, 2 искусственных островов и подводного туннеля; его морской участок является самым широким подводным туннелем в мире. Через переход пролегает восьмиполосное шоссе с двусторонним движением; проектная скорость движения транспортных средств по нему составляет до 100 км/ч.

### Метрополитен
Шэньчжэньский метрополитен был открыт в декабре 2004 года, став шестым метрополитеном континентального Китая после Пекина, Тяньцзиня, Шанхая, Гуанчжоу и Уханя. В 2008 году средний пассажиропоток составлял 342 тыс. человек в день. Большое расширение метрополитена произошло к началу Универсиады 2011 года, когда было введено в эксплуатацию 110 км путей. По состоянию на 2011 год Шэньчжэньский метрополитен состоял из пяти линий общей протяжённостью более 178 км и 137 станций. В будние дни метрополитен работает с 6:30 до 23:00, а по выходным — до 0:00. Компания Shenzhen Metro управляет четырьмя линиями (в том числе линией Лунган — через отдельный филиал), а гонконгская MTR Corporation — линией Лунхуа, которую она в 2010 году взяла в концессию. Линия Лобао (более 41 км) открыта в 2004 году, расширялась в 2009 и 2011 годах, тянется от станции Лоху (район Лоху) на северо-запад через районы Футянь и Наньшань до станции Эйрпорт Ист (район Баоань). Линия Лунхуа (почти 20 км) также открыта в 2004 году, расширялась в 2007 и 2011 годах, тянется от станции Футянь Чекпойнт (район Футянь) на север до станции Цинху (район Лунхуа). Линия Шэкоу (35,8 км) открыта в 2010 году, расширялась в 2011 году, тянется от станции Чивань (район Наньшань) на восток через район Футянь до станции Синьсю (район Лоху). Линия Лунган (41,7 км) открыта в 2011 году, расширялась в 2011 году, тянется от станции Итянь (район Футянь) на северо-восток через район Лоху до станции Шуанлон (район Лунган). Линия Хуаньчжун (40 км) открыта в 2011 году, тянется от станции Цяньхайвань (район Наньшань) через районы Баоань и Лунган до станции Хуанбэйлин (район Лоху). Линии Лобао и Лунхуа имеют пересадочные пункты, через которые можно попасть на гонконгскую «Восточную железнодорожную линию». На сегодняшний день ведётся строительство ещё трёх линий — Эйрпорт (около 50 км), Сили (около 29 км) и Мэйлинь (около 18 км).
В ноябре 2022 года общая протяженность действующих 16 линий метрополитена достигла 530 км.

### Сообщение с Гонконгом
На границе между Шэньчжэнем и Гонконгом существует шесть наземных контрольно-пропускных пунктов, в том числе два железнодорожных (оба они требуют от пассажиров пешего перехода, так как прямого железнодорожного сообщения между городами нет, а междугородние поезда из Гонконга следуют через Шэньчжэнь без остановок). В 2006 году границу ежедневно пересекали в обоих направлениях около 20,5 тыс. транспортных средств, из которых 65 % приходилось на грузовые автомобили, 27 % — на легковые автомобили, остальное — на автобусы (грузовые автомобили ежедневно перевозили 17 тыс. контейнеров в день, в то время как порт Гонконга обрабатывал 23 тыс. контейнеров в день). Самыми оживлёнными пограничными переходами между Шэньчжэнем и Гонконгом являлись комплексы Huanggang Port (Футянь), Futian Port (Футянь) и Shatoujiao Port (Яньтянь), на которые приходилось 76 %, 18 % и 6 % трафика соответственно (с февраля 2003 года комплекс Huanggang Port стал работать круглосуточно). В том же 2006 году средний ежедневный пассажиропоток через границу превышал 200 тыс. человек в обоих направлениях, из которых 63 % трафика приходилось на Luohu Port (Лоху) и 33 % — на Huanggang Port (78 % пересекавших границу были гражданами Гонконга, 20 % — гражданами Китая и 2 % — гражданами других стран). Всего в 2006 году через различные пограничные пункты прошло 153 млн человек и 14,3 млн автомобилей.
По состоянию на сентябрь 2023 года среднесуточный объём потока въезжающих во внутренние районы Китая и выезжающих из них через пункты пропуска Шэньчжэня составлял около 400 тыс. человеко-раз.

### Телекоммуникации и почтовые услуги
По состоянию на 2007 год в Шэньчжэне на каждые 100 человек приходился 221 телефон; насчитывалось почти 15 млн пользователей мобильных телефонов, более 3,77 млн пользователей фиксированной связи (при более чем 4,8 млн стационарных телефонов) и более 2,3 млн пользователей широкополосного интернета (ещё более 6 млн пользователей заходили в сеть через точки общественного доступа — интернет-кафе и вай-фай). В 2009 году в Шэньчжэне насчитывалось почти 2,5 млн пользователей широкополосного интернета, и по этому показателю город являлся одним из лидеров в Китае. В 2006 году доход от почтовых услуг составил почти 38 млрд юаней (рост — 18,3 % по сравнению с предыдущим годом); почтовые отделения Шэньчжэня обработали 140 млн писем и почти 11 млн экспресс-отправлений, реализовали 160 млн экземпляров газет и 11 млн экземпляров журналов. В 2009 году оборот 736 почтовых отделений города составил 67,65 млрд юаней (рост — 10,6 % по сравнению с предыдущим годом).

## Здравоохранение
В 2009 году более 9,1 млн жителей Шэньчжэня были включены в систему муниципального здравоохранения (рост — 9,6 % по сравнению с предыдущим годом). Большинство больниц Шэньчжэня платные и работают по системе страховой медицины (в 2009 году около 5,8 млн горожан имели полную пенсию по возрасту, что на 7,8 % больше, чем в предыдущем году, и около 2,2 млн человек имели страховку от безработицы, что на 6,8 % больше, чем в предыдущем году). Во многих учреждениях здравоохранения широко практикуется традиционная китайская медицина. К концу 2009 года в Шэньчжэне насчитывалось 2,6 тыс. медицинских учреждений (в том числе 625 территориальных медицинских центров) с более чем 20 тыс. койко-мест и 63 тыс. человек медицинского персонала.
В Шэньчжэне пять больниц высшей категории (они обозначаются как 3А) — Народный госпиталь Шэньчжэня (Лоху), Второй народный госпиталь Шэньчжэня (Футянь), Шэньчжэньский госпиталь традиционной китайской медицины (Футянь), Народный госпиталь района Наньшань и Шэньчжэньский госпиталь Пекинского университета (Футянь). Другими крупнейшими объектами здравоохранения Шэньчжэня являются Народный госпиталь Сили, Народный госпиталь Шэкоу, госпиталь Бинхай, госпиталь Шахэ, госпиталь Оверсиз Чайниз Таун, госпиталь Лунчжу, госпиталь китайско-западной объединённой медицины Учжоу, клиника Пуцзи, Международная клиника SOS, Канадско-американский международный медицинский центр и стоматологическая клиника Хуамэй (Наньшань), кардиологический госпиталь им. Сунь Ятсена, глазная больница Шэньчжэня, ортопедический госпиталь Пинлэ, госпиталь района Лоху, госпиталь Сунь, госпиталь Каннин, клиника Кэмэй и стоматологическая клиника ARRAIL (Лоху), детский госпиталь Шэньчжэня, Институт здоровья женщины и ребёнка, Шэньчжэньский госпиталь матери и ребёнка, госпиталь Мэйлинь (Футянь), Народный госпиталь района Баоань, госпиталь Синьань (Баоань) и госпиталь Буцзи (Лунган).

## Наука и образование
Первый научно-промышленный парк Шэньчжэня был создан в 1985 году на базе местного университета, который сам открылся лишь за два года до этого. В 1996 году началось строительство Шэньчжэньского промышленного парка высоких технологий, в 1999 году был основан Шэньчжэньский виртуальный университетский парк и стартовала первая Китайская ярмарка высоких технологий, в 2007 году был основан «Шэньчжэнь-Гонконгский инновационный круг», призванный развивать технологическое сотрудничество между соседними городами. Основной упор научных исследований направлен на высокотехнологические отрасли, такие как информационные и компьютерные технологии, телекоммуникации, новые материалы, робототехника, энергетика, биотехнологии, медицина и здравоохранение. Шэньчжэнь занимает среди китайских городов шестое место по объёму фундаментальных исследований высокого уровня. Стоимость произведённой продукции, относящейся к высоким технологиям, составила в 2010 году 1017,6 млрд юаней (рост по сравнению с предыдущим годом — 19,6 %), число поданных патентных заявок превысило 49,4 тыс. (в 2009 году — 42,3 тыс.).
Среди ведущих научно-исследовательских учреждений города выделяются Национальный центр суперкомпьютеров, Шэньчжэньский институт передовых технологий Китайской академии наук, основанный в 2006 году, Институт передовых технологий Куанчи, основанный в 2009 году, Шэньчжэньский филиал Пекинского института геномики и Шэньчжэньский институт расширения технологической интеграции Китайской академии наук. Также в Шэньчжэне расположено несколько крупных научно-исследовательских и дизайнерских центров китайских и иностранных корпораций, в 2009 году более 30 тыс. местных компаний участвовали в исследованиях и разработках новых технологий и товаров, из них 1044 имели общекитайское значение (в 2010 году таких насчитывалось уже более 1,3 тыс.). В 2009 году в Шэньчжэне работало более 985,8 тыс. технических специалистов, а расходы на исследования и разработки составляли 3,6 % от ВВП города. По состоянию на 2010 год в Шэньчжэньском национальном центре суперкомпьютеров был установлен самый мощный в Китае и второй по мощности в мире суперкомпьютер Nebulae («Туманность»).
Для сравнения, в 2006 году стоимость произведённой продукции, относящейся к высоким технологиям, составила 630,64 млрд юаней (рост по сравнению с предыдущим годом — 29,1 %), число поданных патентных заявок превысило 29,7 тыс., что на 42 % больше, чем в предыдущем году (по этому показателю Шэньчжэнь занял второе место в стране). Среди 160 тыс. частных предприятий, зарегистрированных в городе, около 100 тыс. (с общим капиталом свыше 100 млрд юаней) считались высокотехнологическими, и по этому показателю Шэньчжэнь уступал лишь Шанхаю и Пекину. Кроме того, в городе базировалось 87 исследовательских центров, созданных при участии иностранного капитала.
В 2009 году в Шэньчжэне насчитывалось 974 дошкольных учебных учреждения, 346 начальных школ с 589,5 тыс. учащихся, 285 младших и средних школ с 316 тыс. учащихся, 20 средних профессионально-технических школ с 47 тыс. учащихся. Также в городе базировалось девять вузов с полной формой обучения, один вуз с заочной формой обучения и 109 филиалов вузов (кроме того, 52 китайских и зарубежных вуза проводят обучение и исследования в Шэньчжэньском виртуальном университетском парке). Всего в вузах Шэньчжэня училось 67 тыс. студентов (ещё более 600 тыс. студентов были зарегистрированы на заочной форме обучения).
Крупнейшим образовательным кластером является Университетский городок Шэньчжэня, расположенный в подрайоне Сили (Наньшань). Среди ведущих высших и средних учебных заведений города выделяются:
- Шэньчжэньский университет, основанный в 1983 году[243]
- Шэньчжэньский политехнический институт, основанный в 1993 году[244]
- Шэньчжэньский институт информационных технологий, основанный в 2002 году
- Южный университет науки и технологий, основанный в 2008 году[245]
- Шэньчжэньский городской университет
- Шэньчжэньский университет радиовещания и телевидения
- Открытый университет Шэньчжэня[246]
- Шэньчжэньская высшая школа Пекинского университета, основанная в 2001 году[247]
- Шэньчжэньская высшая школа университета Цинхуа
- Шэньчжэньская высшая школа Харбинского технологического института, основанная в 2002 году[248]
- Финансовый колледж Нанькайского университета
- Шэньчжэньский информационный профессионально-технический колледж
- Колледж Синьань
- Гуандунский профессионально-технический колледж Цзяньхуа
- Шэньчжэньский технологический институт
- Шэньчжэньская школа иностранных языков, основанная в 1990 году[249]
- Школа иностранных языков Лоху, основанная в 1999 году[250]
- Шэньчжэньская полицейская школа
- Шэньчжэньский колледж международного образования, основанный в 2003 году[251]
- Наньшаньская международная школа[252]
- Международная школа Шэкоу[253]
- Международная школа Шэкоу QSI[254]
- Американская международная школа Шэньчжэня
- Японская школа Шэньчжэня
- Китайско-канадская международная школа

## Культура и искусство
В Шэньчжэне ежегодно проводится свыше 170 различных фестивалей и ярмарок, включая Международную ярмарку индустрии культуры, Международный фестиваль туризма и культуры, Пляжный музыкальный фестиваль, международный пивной фестиваль «Окно в мир» и карнавал «Города заморских китайцев». В городе насчитывается более 630 библиотек (среди крупнейших — Шэньчжэньская библиотека, Шэньчжэньская научно-техническая библиотека, библиотека Шэньчжэньского университета, Шэньчжэньская детская библиотека и библиотека района Лоху). В районе Футянь, который считается культурным центром города, расположены Шэньчжэньский культурный центр, Шэньчжэньский центр выставок и конференций и Шэньчжэньский детский дворец, в районе Наньшань сформировался крупный культурный кластер OCT Culture & Tourist Center. Подрайон Дафэнь (Dafen Oil Painting Village или 大芬社区), входящий в состав района Лунган, славится на весь Китай поселением художников, изготовляющих около 60 % копий знаменитых картин в мире (здесь расположено около 40 фабрик и несколько сот студий и галерей различного уровня, где работают более 15 тыс. художников и ремесленников). В 1982 году в городе был основан Шэньчжэньский симфонический оркестр (深圳交响乐团), выступающий в Большом театре. Благодаря гонконгским инвестициям, сделанным в 80-х годах, сегодня Шэньчжэнь является крупнейшим в Китае центром по производству мультфильмов, анимации и программного обеспечения для компьютерных игр.
В северном корпусе Библиотеки Шэньчжэня расположено крупнейшее в стране подземное автоматизированное книгохранилище на 4 млн книг. 

### Музеи и выставочные залы
- Шэньчжэньский музей (Футянь), специализирующийся на истории древнего Китая, дельты Жемчужной реки и развития Шэньчжэньской СЭЗ[256][264].
- Шэньчжэньский научный музей (Футянь), специализирующийся на технических достижениях и научных лекциях[265].
- Художественный музей Гуань Шаньюэ (Футянь), где выставлены работы этого современного мастера живописи и регулярно проводятся выставки других художников[266].
- Художественный музей Хэ Сяннин (Наньшань), считающийся вторым по значению музеем современного искусства в стране[256][267].
- Галерея искусства и дизайна «Города заморских китайцев» (Наньшань), специализирующаяся на промышленном, домашнем и модном дизайне[268].
- Терминал современного искусства «Города заморских китайцев» (Наньшань), специализирующийся на современном искусстве и дизайне[269][270].
- Художественный центр Хуася (Наньшань).
- Музей древнего города Наньтоу (Наньшань), в котором представлены экспонаты, освещающие историю Шэньчжэня с IV по XIX века, а также древние археологические артефакты[271].
- Шэньчжэньский художественный музей (Лоху)[272].
- Музей культуры хакка (Лунган), в котором представлены образцы архитектуры и предметов быта этого народа[273].

### Театры и концертные залы
- Большой театр, специализирующийся на кантонской драме и симфонической музыке (Лоху); открыт в 1989 году, отреставрирован в 2006 году, театральный зал рассчитан на почти 1,2 тыс. мест, концертный — на более чем 600 мест[274][275].
- Шэньчжэньская труппа кантонской оперы (Лоху)[276].
- Шэньчжэньский концерт-холл, входящий в состав Шэньчжэньского культурного центра, специализируется на симфонической музыке и театральных постановках (Футянь); построен в 2007 году по проекту японского архитектора Араты Исодзаки, симфонический зал рассчитан на 1680 мест, театральная студия — на 580 мест[256][277][278][279].
- Поли театр (Наньшань), специализирующийся на музыкальных концертах и цирковых представлениях, открыт в 2008 году; главный зал рассчитан на 15 тыс. мест[256][280].
- Музыкальный клуб C:Union расположен в «Городе заморских китайцев» (Наньшань) и специализируется на выступлениях китайских и зарубежных исполнителей[281].
- Дворец культуры трудящихся.

## Архитектура и достопримечательности
Масштабные строительные работы, проводившиеся в Шэньчжэне на протяжении последних трёх десятилетий, практически полностью уничтожили образцы старой застройки (правда, каких либо ценных архитектурных шедевров здесь не было и до основания СЭЗ, а все сегодняшние «древности» за редким исключением являются либо реконструкциями, либо новоделами). На территории города и в его окрестностях расположено множество различных достопримечательностей. Лучшую панораму Шэньчжэня можно увидеть со смотровой площадки одного из самых высоких зданий города — башни Синьсин (высота 384 метра). Наибольшая концентрация тематических парков сложилась в районе «Города заморских китайцев» (Overseas Chinese Town или 华侨城), расположенного в Наньшане, где открыты «Фольклорная деревня Великолепный Китай», «Окно в мир» и «Счастливая долина». Другим развлекательным центром является «Восточный город заморских китайцев» (Overseas Chinese Town East), расположенный на пляже Дамэйша (Яньтянь). Большинство тематических парков принадлежит корпорации Shenzhen Overseas Chinese Town Holding, основанной в 1985 году.

### Исторические сооружения
Наибольшее число значимых исторических сооружений сохранилось в районе Наньшань, особенно в его подрайоне Чивань (храм Тиньхоу, форт Чивань и императорская гробница).
- Старый город Наньтоу (или Синьань), в котором сохранилось несколько исторических достопримечательностей эпохи династий Мин и Цин, расположен в районе Наньшань. С IV века на этом месте уже существовал значительный город, но большая часть старых построек была заменена современными зданиями. Неплохо сохранились крепостные стены и ворота минского периода, храм Гуаньди (Гуань Ю), некоторые военные и гражданские строения (например, резиденция чиновников, магазин и опиумокурильня), несколько улочек, в том числе улица публичных домов XVIII века[286][287][288].
- Форт Чивань, расположенный на небольшом приморском холме в районе Наньшань, сегодня представляет собой лишь фрагмент крупной крепости, частично разрушенной британцами во время Опиумных войн[289].
- Храм Тяньхоу расположен в районе Наньшань и посвящён богине Мацзу, покровительнице моряков и рыбаков. По легенде, храм был основан в 1410 году адмиралом Чжэн Хэ, флот которого уцелел после сильного шторма в дельте реки Чжуцзян. Этот образец минского стиля неоднократно перестраивался и ремонтировался (последний раз — в 2011 году), он частично превращён в музей, но продолжает функционировать и как культовое сооружение[290].
- Гробница последнего императора династии Южная Сун Чжао Бина, погибшего в 1279 году, расположена в районе Наньшань. Современная гробница относится к концу XIX века, когда гонконгский клан Чжао (Чиу) после длительных поисков объявил одну из старинных могил императорской (историки до сих пор сомневаются в её достоверности). Гробница была реконструирована в начале XX века, впоследствии пришла в запустение и вновь восстановлена в 80-х годах[291][292].
- Крепость Дапэн расположена в восточной части города, в одноимённом районе. Она была построена в 1394 году для защиты побережья от пиратов, в 1571 году перенесла длительную осаду японских корсаров, затем превратилась в типичный южнокитайский городок эпохи империи Цин, а в период Первой опиумной войны гарнизон крепости участвовал в борьбе с британцами. Сохранились крепостные стены и ворота, узкие улочки, храмы и резиденция коменданта[293].
- Старая укреплённая деревня хакка в районе Лунган, архитектурные особенности которой дополняет Музей культуры хакка[294][295].

### Тематические парки
- Тематический парк «Окно в мир» (Window of the World) открылся в 1994 году в районе Наньшань. Здесь на площади в 48 гектаров представлены копии многих достопримечательностей мира, над которыми возвышается символ парка — 108-метровая копия Эйфелевой башни, часто проводятся различные фестивали и представления[296][297].
- Тематический парк «Фольклорная деревня Великолепный Китай» (Splendid China Folk Village) расположен в районе Наньшань и состоит из двух частей — парка миниатюр «Великолепный Китай» и «Деревни китайской народной культуры». На площади свыше 30 гектаров представлены все главные архитектурные достопримечательности Китая, выполненные в миниатюре, и постройки 56 этнических групп страны (также здесь регулярно проводятся исторические представления и красочные шоу, многочисленные культурные фестивали и ярмарки)[298][299][300][301].
- Тематический парк «Счастливая долина» (Happy Valley) открылся в 1998 году в районе Наньшань и состоит из нескольких зон — «Испанская площадь», «Город мультфильмов», «Город золотого рудника», «Гора приключений», «Лес Шангри-Ла», «Солнечный пляж», «Залив тайфунов», «Счастливые времена» и «Водный парк Плая-Майя» (среди всевозможных аттракционов и спортивных площадок часто проводятся различные представления и шоу)[302][303].
- Развлекательный комплекс «Морской мир Шэкоу» (Sea World Shekou) расположен в Наньшане и представляет собой стоящее у причала судно «Минхуа», которое в 60-х годах XX века было роскошной яхтой французского президента Шарля де Голля (сегодня на корабле разместились отель, кафе, кинотеатр, ночной клуб и спортзал, здесь часто проводятся фестивали и карнавалы). Вокруг «Минхуа» находится множество кафе, ресторанов, магазинов и отелей, что привлекает сюда туристов и молодёжь[304].
- Военный тематический парк «Ситик Минск Уорлд» (CITIC Minsk World) открыт в 2000 году в районе Яньтянь и кроме списаного авианесущего крейсера Минск демонстрирует посетителям различные самолёты, вертолёты, ракеты, пушки и боеприпасы[305][306][307].
- Парк развлечений «Сяомэйша Си Уорлд» (Shenzhen Xiaomeisha Sea World) открыт в 1998 году в районе Яньтянь на пляже Сяомэйша, известном как «Гавайи Востока». Комплекс включает несколько аквариумов, Океанский театр, Музей науки и технологий, Музей моделей самолётов, «Мир океана мечты», Океанский сад, сад Посейдона и Остров черепах[308][309].
- Комплекс «Восточный город заморских китайцев» (Overseas Chinese Town East) расположен в районе Яньтянь на пляже Дамэйша и состоит из двух тематических парков — «Долина Эковенчур» и «Курортная долина чайного потока». Здесь на площади 9 км² расположены водопад, гора, лагуна, лес, каньон и сады, а также театры, где проводятся представления и шоу, древний город чая, швейцарская деревушка, пивоварни, винодельни и кафе, поле для гольфа и теннисные корты[310].

### Парки и сады
- Ботанический сад Сяньху («Озеро феи»), основанный в 1982 году, раскинулся вокруг одноимённого озера в районе Лоху на площади 590 гектаров. На одном их холмов сада находится самый большой буддийский храм города — Хунфа, построенный в 1985 году на месте более древнего святилища. Вокруг озера расположены пагода, чайные домики, павильоны, Музей палеонтологии, сад лекарственных растений и сад азалий[70][311].
- Национальный парк Вутоншань раскинулся вокруг одноимённой горы в районе Лоху (гора Вутон, представляющая собой группу холмов, является самой высокой в Шэньчжэне и второй по высоте в дельте Жемчужной реки). Парк состоит из спортивно-развлекательной зоны, популярной среди туристов и альпинистов, и лесной зоны. Со смотровой площадки открывается чудесный вид на Шэньчжэнь, Гонконг и залив, а на соседней вершине расположена передающая вышка местной телекомпании[312].
- Парк Ляньхуашань («Гора лотоса») расположен на территории 150 гектаров в районе Футянь. На вершине горы находится большая бронзовая статуя Дэн Сяопина. Этот зелёный остров в центре шумного города является излюбленным местом для пикников, занятий спортом, танцами и пением[313][314][315].
- Шэньчжэньский сад и Центр цветочной экспозиции были основаны в районе Футянь в 2004 году для Международной садовой выставки. Здесь между холмами, на одном из которых возвышается пагода, и озером расположены сады различных стилей, искусственные пруды и водопад, павильоны и статуи[316].
- Парк Шэньчжэньского залива (Shenzhen Bay Park) открылся в 2011 году и включил в свой состав соседний Мангровый парк. Здесь на площади 129 гектаров находится несколько тематических зон отдыха и аттракционов, а вдоль 9-километровой береговой полосы проложена красивая набережная[317][318].
- Мангровый экопарк был создан в 2000 году в районе Футянь и на тот момент являлся самым маленьким национальным парком Китая. Здесь, в 9-километровой прибрежной зоне Шэньчжэньского залива, на площади 20,6 гектаров среди сохранившихся мангровых зарослей ежегодно зимует большая колония перелётных птиц[319].
- Шэньчжэньский сафари-парк открылся в 1993 году в районе Наньшань и объединяет на территории 120 гектаров несколько зон зоопарка и крупный зоологический центр[320][321].
- Курорт озера Сили расположен в районе Наньшань и основан в 1979 году. Вокруг озера, окружённого набережной с навесом, раскинулся парк с родниками и водопадами, а на вершине горы Цилин находятся пагода и павильон[322].
- Парк Чжуншань расположен в районе Наньшань и является старейшим парком города. На его территории расположены несколько искусственных озёр и прудов, старая городская стена XIV века, множество скульптур и памятников, в том числе Сунь Ятсену[323].
- Лесной парк Янтайшань (Yangtai Mountain Forest Park) расположен вокруг 500-метровой горы Янтай в районе Баоань. Возле соседнего водохранилища находится курорт «Озеро Шиянь», ставший популярным местом уезда Синьань ещё в XVI веке. Он славится несколькими крытыми и открытыми бассейнами с горячими термальными водами[324][325].

### Самые высокие здания города
Шэньчжэнь входит в десятку городов мира с самым большим числом небоскрёбов (они сконцентрированы главным образом в районах Лоху, Футянь и Наньшань). Кроме того, Шэньчжэнь является лидером по числу возводимых ежегодно супервысоких небоскрёбов.
- Ping An Finance Center (599 м, 115 этажей, открыт в 2017 году)[328]
- Kingkey 100 (442 м, 100 этажей, открыт в 2011 году)
- China Resources Tower (392 м, 68 этажей, открыт в 2018 году)
- Shum Yip Upperhills Tower 1 (388 м, 80 этажей, открыт в 2019 году)
- Shun Hing Square (384 м, 69 этажей, открыт в 1996 году)
- Shenzhen Center (375 м, 80 этажей, открыт в 2019 году)
- Hanking Center (360 м, 70 этажей, открыт в 2018 году)
- SEG Plaza (356 м, 70 этажей, открыт в 2000 году)
- One Shenzhen Bay Tower 7 (341 м, 71 этаж, открыт в 2018 году)
- Hon Kwok City Center (329 м, 80 этажей, открыт в 2017 году)
- Baoneng Center (327 м, 65 этажей, открыт в 2018 году)
- East Pacific Center Tower A (306 м, 85 этажей, открыт в 2013 году)
- CFC Changfu Centre (304 м, 68 этажей, открыт в 2015 году)
- Zhongzhou Holdings Financial Center (301 м, 61 этаж, открыт в 2015 году)
- OCT Tower (300 м, 60 этажей, открыт в 2019 году)
- Shum Yip Upperhills Tower 2 (299 м, 62 этажа, открыт в 2017 году)[329][330][331][332]

В городе в 2017 году достроили Международный финансовый центр Пинань (Pingan International Finance Centre), который включает 115-этажную башню (599 метров) и 66-этажную башню высотой в 307 метров.
- Ping An Finance Center
- Kingkey 100
- Shun Hing Square
- Zhongzhou Holdings Financial Center
- SEG Plaza
- East Pacific Center

## Спорт
В 2011 году в Шэньчжэне проходила XXVI Всемирная летняя универсиада, здесь проводится этап Кубка Федерации по теннису в зоне Азии и Океании; в городе базируются футбольный клуб «Шэньчжэнь Руби», выступающий в Суперлиге Китая по футболу, клуб гэльского футбола «Shenzhen Celts» («Шэньчжэньские кельты»), клубы регби «Shenzhen Dragons» («Шэньчжэньские драконы») и «Shekou Pythons» («Питоны Шэкоу»), хоккейный клуб «Shenzhen Crashers». В подрайоне Шэкоу (Наньшань), где проживает большинство иностранцев, популярен сквош. С 2013 года в Шэньчжэне проводятся игры международной любительской футбольной лиги (SIAFL), в которой участвуют команды из различных районов.
Среди крупнейших спортивных сооружений города выделяются построенные к Универсиаде 2011 года спортивный центр Шэньчжэньского залива (Shenzhen Bay Sports Center) с 20-тысячным стадионом, 13-тысячной ареной, бассейном и спортивным парком в Наньшане, спортивный центр Лунгана (Longgang Sports Center или Sports New City) с 60-тысячным стадионом, 18-тысячной ареной, 3-тысячным бассейном и Шэньчжэньской спортшколой в Лунгане и 40-тысячный стадион Баоань (Bao’an Stadium) в Баоане, а также Шэньчжэньский спортцентр в районе Футянь с построенным в 1993 году 33-тысячный Шэньчжэньским стадионом (Shenzhen Stadium), ареной на 6,5 тыс. мест и бассейном на 4 тыс. мест, Футяньский спортпарк со стадионом, ареной, атлетическим и футбольным полями, спортцентр Шэньчжэньского университета со стадионом и двумя аренами, спортцентр Лоху со стадионом, ареной на 3 тыс. мест и бассейном, спортцентр «Города заморских китайцев» (OCT Sports Center) с бассейном, спортцентр «Пиншань» в районе Лунган со стадионом и ареной, арена Баоань (Bao’an Gymnasium) на 8,8 тыс. мест, арена Дамэйша (Dameisha Gymnasium) в районе Яньтянь на 4 тыс. мест, Международный велодром в Лунгане, Шэньчжэньская тренировочная база физкультуры и спортивных команд, Шэньчжэньская атлетическая спортшкола, Шэньчжэньская парусная школа, теннисный центр Лоху, комплекс Alpine Ice and Snow World Skating Rink, объединяющий крупнейший крытый каток в Китае и парк ледовых развлечений, крытые катки World Ice Arena, Hai’an Cheng Ice Skating Rink и Wanxiang Chengzhen Ice Rink, ледовая арена торгового центра Coastal City, Шэньчжэньский гольф-клуб, гольф-клубы Mission Hills, Noble Merchant, Xili, Century Seaview и Sand River, ипподром Шэньчжэньского жокей-клуба, Шэньчжэньский бассейн, бассейн Шэньчжэньского университета, бассейн Дусбург и бассейн Дворца культуры трудящихся.

## Средства массовой информации
В Шэньчжэне существует 14 газет и 37 других периодических изданий, несколько телерадиоцентров, телестанций и кабельных телеподстанций, издательств аудио и видео продукции, около сотни бюро материковых и гонконгских СМИ. Здесь базируются телерадиовещательный холдинг Shenzhen Media Group (объединяет 11 телеканалов, 4 радиостанции, киностудию и газету с телепрограммой), медиа-холдинг Shenzhen Press Group (объединяет 10 газет, 5 журналов, 10 интернет-сайтов и издательский дом), спутниковый развлекательный телеканал China Entertainment Television (совместное предприятие гонконгского медиа-холдинга TOM Group и американской телекомпании TBS), филиал гонконгского телеканала Phoenix Television, газеты «Шэньчжэнь дейли» (Shenzhen Daily), «Шэньчжэнь спешл зон дейли» (Shenzhen Special Zone Daily), «Шэньчжэнь ивнинг ньюс» (Shenzhen Evening News) и «Шэньчжэнь экономик дейли» (Shenzhen Economic Daily), журнал «that’s PRD».
Охват жилищ радио и телевидением составляет 100 %. Основным новостным интернет-ресурсом является sznews.com, созданный Shenzhen Press Group. Как и повсюду в Китае, спецслужбы следят за посещением некоторых интернет-сайтов или блокируют доступ к ним.

## Известные люди
Из-за преобладания мигрантов и молодости самого города в Шэньчжэне, по сравнению с другими китайскими городами, немного выдающихся людей, причисляющих себя к уроженцам здешних мест. Уроженцами Шэньчжэня являются известная в Гонконге профсоюзная активистка Чань Юэньхань, крупный бизнесмен, основатель корпорации Kingboard Chemical Чжан Куожун, актриса и певица Диана Ип, прыгунья с шестом Сунь Цайюнь, китайский футболист Чэнь Цзи, певец Тань Цзэси, пианист Ци Су.

## Преступность
В целом Шэньчжэнь является относительно спокойным в криминогенном отношении городом Китая. Однако, в районах наибольшей концентрации переселенцев из других регионов страны (Баоань и Лунган) уровень грабежей, вымогательств, похищения людей и мошенничеств превышает среднестатистические показатели. В центральном районе Лоху (особенно в кварталах вокруг Шэньчжэньского железнодорожного вокзала, автобусного терминала и торгового центра «Лоху Коммершл Сити») распространены карманные кражи, проституция, торговля наркотиками, мошенничества и сбыт фальшивых купюр. Кроме того, Лоху является крупным центром торговли контрафактными товарами, а его многочисленные ночные клубы, бары и салоны караоке привлекают не только жителей Шэньчжэня, но и гостей из соседнего Гонконга, что притягивает и криминальные элементы. Район Шэкоу (Наньшань), в котором живёт большая община иностранцев, известен обилием проституток и попрошаек. Наряду с местными преступными группировками в Шэньчжэне наблюдается довольно внушительное присутствие гонконгских триад, в том числе Вошинво, Дацзюань, Сунъион, 14К и Шуйфонг. Традиционно высок и уровень коррупции, подтверждением чему стали арест в июне 2009 года мэра города Сюй Цзунхэна, обвинённого в получении взяток, а также аресты и осуждение в 2002 году по той же причине главы крупнейшей городской государственной строительной корпорации Ли Юйго и начальника городской таможни Чжао Юйцуня.

## Города-побратимы
| - Хьюстон, США (1986) - Брешиа, Италия (1991) - Брисбен, Австралия (1992) - Познань, Польша (1993) - Вьенна, Франция (1994) - Кингстон, Ямайка (1995) - Ломе, Того (1996) - Нюрнберг, ФРГ (1997) |  | - Валлонский Брабант, Бельгия (2003) - Кванъян, Южная Корея (2004) - Цукуба, Япония (2004) - Богор, Индонезия (2005) - Джохор-Бару, Малайзия (2006) - Турин, Италия (2007) - Тимишоара, Румыния (2007) - Ротерхэм, Великобритания (2007) |  | - Луксор, Египет (2007) - Рино, США (2008) - Самара, Россия (2008) - Монтевидео, Уругвай (2009) - Калоча, Венгрия (2011) - Хайфа, Израиль (2012) - Барселона, Испания (2012) - Минск, Беларусь (2014) |